# Казахский язык
Каза́хский язы́к (самоназвание — Қазақ тілі, қазақша / Qazaq tılı, qazaqşa / قازاق ءتىلى، قازاقشا) — язык казахов, один из тюркских языков. Государственный язык Республики Казахстан. Распространён также среди этнических казахов в России, Китае, Узбекистане, Турции, Монголии и т. д. Наиболее близкие языки — каракалпакский, ногайский и карагашский, вместе с которыми образует кыпчакско-ногайскую подгруппу в рамках кыпчакской языковой группы.
Формировался на протяжении XIV—XVII веков как язык родственных тюркских племён, кочевавших на территории современного Казахстана в эпоху распада Золотой Орды. Окончательно отделился от других языков кыпчакско-ногайской подгруппы в середине XVII века.
К отличительным особенностям казахского языка внутри кыпчакско-ногайской ветви относятся замена фонем «ч» и «ш» в общетюркских словах на «ш» и «с», чередование фонем «м-б-п» и «н-д-т» в зависимости от их положения в слове, а также более частые, в сравнении с другими языками кыпчакско-ногайской подгруппы, заимствования из персидского и арабского языков.

## О названии
Самоназвание қазақ тілі буквально означает «казахский язык». Устаревшие названия — киргизский язык (наречие), казакский язык, киргиз-кайсацкий язык, казак-киргизский язык — образованы от названий казахов в русском языке в прошлом.

## Лингвогеография

### Ареал и численность
Распространён главным образом в Казахстане. Кроме того, на нём говорят казахи, живущие в отдельных регионах Узбекистана, Туркменистана, Таджикистана, России и других странах бывшего СССР, а также за пределами бывшего СССР — в Синьцзян-Уйгурском автономном районе Китая, западной Монголии. В меньшей степени распространён в Афганистане, Иране, Турции.
По данным переписи населения Казахстана 2009 года, около 9 982 276 казахов, или около 62,4% от населения страны назвали своим родным языком казахский. По итогам переписи 2021 года, около 13 380 107 казахов, или около 70 % от населения страны, назвали своим родным языком казахский, всего казахским языком владеет 80 % населения (в возрасте от 5 лет).
По данным всероссийской переписи 2002 года, российские казахи владеют казахским (72 %) и русским языками (98 %).
В справочнике языков мира «Этнолог» на 2009 год общее число носителей казахского языка оценивается в 12 934 060 человек

### Диалекты
По мнению Сарсена Аманжолова, в казахском языке существуют три основных диалекта: западный, северо-восточный и южный. Западный и северо-восточный диалекты появились в результате местного разобщения и родоплеменного объединения здешних казахов в течение веков. Южный диалект казахского языка, вследствие владычества Кокандского ханства на этих землях, несколько веков подвергался сильному влиянию узбекского языка. Немало слов было заимствовано из узбекского языка, кроме того, наблюдаются заимствования из киргизского и отчасти каракалпакского языков. Он сохраняет в своей структуре черты, восходящие к ранним племенным говорам. Как и западный и северо-восточный диалекты казахского языка, он сложился вследствие территориальной обособленности и последующего объединение ряда племён в более крупные племенные союзы. Как южный, так и другие диалекты казахского языка складывались в течение веков. В свою очередь, южный диалект казахского языка повлиял на отдельные диалекты узбекского и киргизского языков. 
Северо-восточный диалект казахского языка ведёт своё происхождение из наречий племенных объединений аргынов, найманов, кереев, кипчаков, конгратов. Именно этим диалектом пользовались основоположники казахского литературного стиля Абай Кунанбаев и Ибрай Алтынсарин, он отличается общностью признаков с современным литературным языком.
Южный диалект имеет корни в наречиях племенных объединений уйсун, жалаир, канглы, дулат и других. Его можно охарактеризовать следующими особенностями, отличающими его от литературного языка:
- переходом в начале слов спорадически глухого звука «к» в «г»,
- переходом в начале слов звука «ж» в «й»,
- отсутствием ассимиляции звуков «л», «д» и «т»,
- переходом звука «с» в «ш»,
- присутствием формы повелительно-желательного наклонения 1-го лица множественного числа на -алы и -ели,
- наличием более полной формы послелога мынан вместо мен и др.

Западный диалект появился как средство общения в Алшынском племенном союзе. По своим определяющим признакам он близок к южному диалекту, однако отличается некоторыми частностями:
- переходом широкого звука «о» в «у»,
- сокращёнными формами притяжательных местоимений первого лица множественного числа,
- сохранением некоторой архаической лексики,
- заимствованием слов от других тюркских языков.

В настоящее время распространено мнение, что диалектов в казахском языке четыре: западный, южный, восточный и центрально-северный.
Отличительные особенности и ареал диалектов
| Диалект             | Фонетические особенности                                                                                                   | Морфологические особенности | Ареал |
| ------------------- | --- | --- | --- |
| Западный            | Чередование о ~ ұ (құлдану — лит. қолдану «использовать»), озвончение п > б (балуан — лит. палуан «силач»)                 | Будущее время на -жақ/-жек (айтажақ — лит. айтады «скажет»), вежливая форма 2-го лица -сыңыз/-сіңіз (барасыңыз — лит. барасыз «Вы идёте»), прошедшее время на -улы/-үлі (барулы — лит. барды «пошёл»);                       | Атырауская, Мангистауская, Актюбинская, частично Костанайская и Кызылординская области                                                                                                 |
| Южный               | Чередование н ~ ң в конце слова (өлен — лит. өлең «песня»), «локанье» (маңлай — лит. маңдай «лоб»)                         | Повелительная форма на -қын/-кін, -ғын/-гін (келгін — лит. кел «приходи»), аффикс творительного падежа -пынан/-мынан (атпынан — лит. атпен «лошадью»)                                                                        | Алматинская, Жамбыльская, Туркестанская, частично Кызылординская и бывшая Семипалатинская области                                                                                      |
| Центрально-северный | По фонетике перекликается с западным                                                                                       | По грамматике и лексике перекликается с восточным | Западно-Казахстанская, бывшая Кокшетауская, Северо-Казахстанская, Павлодарская, бывшая Тургайская, Акмолинская, частично Костанайская, Карагандинская и бывшая Семипалатинская области |
| Восточный           | По фонетике перекликается с южным, например, «чоканье» и «джоканье» (чал — лит. 'шал' «старик», 'джоқ' — лит. 'жоқ' «нет») | Изъявительное наклонение на -ғайы/-гейі, -қайы/-кейі (барғайы отыр — лит. барғалы отыр «собирается идти»), форма мн. числа (үйдер — лит. үйлер «дома»). По лексике перекликается с центрально-северным, но имеет своебразие. | Бывшая Семипалатинская, бывшая Талды-Курганская, бывшая Джезказганская, Восточно-Казахстанская области                                                                                 |

## Социолингвистические сведения

### Статус в Республике Казахстан и России
В Казахстане, согласно действующей конституции, казахский язык имеет статус государственного, тогда как русский язык «официально употребляется в государственных организациях и органах местного самоуправления наравне с казахским» (Статья 7 Конституции). В Казахстане по распространению занимает второе место после русского, который служит языком межнационального общения. В России в Республике Алтай казахский используется в официальных сферах общения в местах компактного проживания его носителей.
В Казахстане казахский язык, наряду с русским, используется как язык обучения в школах (в 2023 году 54 процента всех государственных школ) и вузах. Казахский язык — обязательный предмет в русских и смешанных школах Казахстана. Школы с преподаванием на казахском языке также существуют вне Казахстана (Астраханская область в России, Узбекистан, Кыргызстан и др.).

### Стандартизация
Основой современного казахского литературного языка является северо-восточный диалект, на котором писали свои произведения Абай Кунанбаев и Ибрай Алтынсарин. Поначалу испытал влияние литературного языка тюрки. Отдельные слова других диалектов также вошли в литературный язык. Становление казахского литературного языка вместе с казахской письменностью завершилось под влиянием арабского алфавита во второй половине XIX века. Окончательно литературный язык нормализовался и стандартизировался в советский период.
К памятникам литературного языка относятся произведения в жанре хиссы, рукописная газета И. Алтынсарина, «Шариат ул-ислам» И. Алтынсарина, законы Карамолинского съезда, «Казахский календарь», миссионерская, научно-популярная литература, официальные документы и т. д.

## Письменность
Первым примером использования письменности среди древних тюрок является орхоно-енисейское письмо, существовавшее в VIII—X веках.
В Средневековье, с распространением ислама, на территории Казахстана начал также распространяться персидский вариант арабского письма.
Письменность на основе арабицы не отвечала всем фонологическим особенностям казахского языка, и в 1912 году А. Байтурсынов предложил свой вариант письменности на основе арабицы, в котором были устранены эти недостатки.
В следующий период между 1929 и 1940 годах в рамках латинизации использовалась латинская графика. С 1940 года используется кириллический алфавит из 42 букв.
Кириллический алфавит применяют также казахи Монголии, а в Турции используется алфавит на основе латиницы. Казахи, живущие в Китае, продолжают до сих пор пользоваться модифицированной арабской графикой в средствах массовой информации и частично в системе образования. Арабский алфавит также используется казахами Ирана.
В 2012 году стало известно о принятии решения о поэтапном переводе казахского языка в Казахстане на латинский алфавит. Начало процесса перевода на латиницу намечено на 2025 год.
12 апреля 2017 года президент Казахстана Нурсултан Назарбаев определил, что к концу 2017 года в тесном взаимодействии с учёными и представителями общественности необходимо принять единый стандарт нового казахского алфавита и графики, таким образом инициировав активную фазу отказа от кириллицы и перехода к использованию латиницы. Указом президента от 26 октября 2017 года был утверждён новый алфавит и установлен поэтапный переход на этот алфавит до 2025 года. Впоследствии переход был сдвинут на 2031 год.

## История
Казахский разговорный язык в ходе своего формирования испытал на себе влияние как тюркских, так и других языков. Моментом его окончательного формирования считается XV век, когда с выделением тюркских народностей в отдельные племенные союзы сформировались не только казахский, но также каракалпакский и узбекский языки. Развитие народного казахского языка тесно связано с историей государств Половецкого племенного союза, Золотой Орды и Большой Ногайской Орды. Кроме этого на него повлиял ряд других территориальных образований и союзов племён, живших в Средней Азии, которые обогатили казахскую речь элементами иранских языков.
В XV веке казахский язык обслуживал сферы устного общения и устно-поэтического творчества, а в качестве письменного использовался среднеазиатский вариант литературного языка тюрки. Письменный язык XVI-середины XIX веков называется староказахским литературным языком, он формируется на основе литературных традиций тюрки и элементов грамматики и лексики разговорного языка. Этот литературный язык использовался в официальных бумагах, переписке, художественной и исторической литературе. Современный литературный язык берёт начало со второй половины XIX века, у его истоков стояли поэты и просветители Абай Кунанбаев и Ибрай Алтынсарин.
Продолжительные контакты как с родственными тюркскими (киргизский, узбекский и др.), так и иносистемными (русский, монгольские, арабский, иранские, китайский и др.) языками слабо повлияли на казахский язык (однако южный диалект казахского языка несколько веков подвергался сильному влиянию узбекского и кыргызского языков). Влияние, главным образом, проявляется в лексике и семантике, незначительно — в фонетике, морфологии и синтаксисе. Из арабского, персидского, русского языков были адаптированы новые фонемы (х, һ, ф, в, ц, ч), слоговые структуры, словообразующие аффиксы (-қар/-кер, -ғар/-гер: іскер «мастер», -қаш/-кеш: арбакеш «извозчик», -паз: аспаз «повар», -қор: ызақор «обидчивый», -нама/-неме: жарнама «объявление/реклама», -хана: аурухана «больница», бей-: бейтаныс «незнакомый»). Калькируются русские сложные термины из нескольких слов (жабайы орман мысығы «дикий лесной кот»).

## Лингвистическая характеристика

### Фонетика и фонология
Буквы в, ё, ф, ц, щ, ч, ъ, ь, э используются только в заимствованных словах.
ә, ғ, қ, ң, ө, ұ, ү, h, і — девять специфических букв относительно русского алфавита.
Также в казахском языке выделяются небольшие фонетические отличия от других тюркских языков.
|                      | Казахский | Казахский | Киргизский | Киргизский | Турецкий | Турецкий | Азербайджанский | Азербайджанский | Татарский | Татарский | Узбекский | Узбекский | Чувашский | Русский    | Русский    |
| -------------------- | --------- | --------- | ---------- | ---------- | -------- | -------- | --------------- | --------------- | --------- | --------- | --------- | --------- | --------- | ---------- | ---------- |
| «Ч(Ç/Ch)» → «Ш»      | ашты      | ашты      | ачты       | ачты       | açtı     | açtı     | açdı            | açdı            | ачты      | ачты      | ochti     | ochti     | уҫрӗ      | «открыл»   | «открыл»   |
| «Ш(Ş/Sh)» → «С»      | бас       | бас       | баш        | баш        | baş      | baş      | baş             | baş             | баш       | баш       | bosh      | bosh      | пуҫ       | «голова»   | «голова»   |
| Дж(C)/Җ/«Й(Y)» → «Ж» | жан жоқ   | жан жоқ   | жан жок*   | жан жок*   | can yok  | can yok  | can yox         | can yox         | җан юк    | җан юк    | jon yoʻq* | jon yoʻq* | чун ҫук   | «нет души» | «нет души» |

* киргизский и узбекский «ж(j)» читается как «дж»

#### Гласные
Гласные звуки в казахском языке образуют пары по твёрдости и мягкости:
| твёрдые | мягкие   |
| ------- | -------- |
| /ɑ/     | /æ/, /e/ |
| /o/     | /ɵ/      |
| /ʊ/     | /ʉ/      |
| /ə/     | /ɘ/      |

При произнесении твёрдых звуков язык отодвигается назад, а при произнесении мягких звуков кончик языка продвигается вперёд.

#### Согласные
|               | Губные | Губные | Зубные и альвеолярные | Зубные и альвеолярные | Постальвеолярные | Постальвеолярные | Палатальные | Велярные | Велярные | Увулярные | Увулярные | Глоттальные | Глоттальные |
| ------------- | ------ | ------ | --------------------- | --------------------- | ---------------- | ---------------- | ----------- | -------- | -------- | --------- | --------- | ----------- | ----------- |
| Носовые       | /m/    | /m/    | /n/                   | /n/                   |                  |                  |             | /ŋ/      | /ŋ/      |           |           |             |             |
| Взрывные      | /p/    | /b/    | /t/                   | /d/                   |                  |                  |             | /k/      | /g/      | [q]       | [q]       |             |             |
| Аффрикаты     |        |        | (ts)                  |                       |                  | /ʒ/              |             |          |          |           |           |             |             |
| Фрикативные   | (f)    | (v)    | /s/                   | /z/                   | /ʃ/              | /ʒ/              | (x)         | (x)      |          |           | (h)       | (h)         |             |
| Одноударные   |        |        |                       |                       |                  |                  |             |          |          |           |           |             |             |
| Аппроксиманты |        |        | /l/                   | /l/                   | /l/              | /l/              | /j/         | /w/      | /w/      |           |           |             |             |

Примечания:
1. В скобках обозначены звуки, которые используются только в заимствованных словах.

#### Просодия
Слова имеют динамическое ударение, сильное ударение падает на последний слог и слабое — на первый слог.
Исключения, когда ударение не падает на последний слог:
- отдельные звуководражательные слова и междометия с ударением на первом слоге
- не принимают ударение следующие аффиксы в конце слова: 1) аффикс сказуемости (бақытты́-мыз «мы счастливы»), 2) аффиксы -дай/-дей, -тай/-тей (ү́й-дей «как дом»), 3) аффикс желательного наклонения -йын/-йін (жаза́-йын «дай-ка напишу»), 4) частицы и послелоги -шы/-ші «же», ғой «же», -да/-де, -та/-те «же», -ма/-ме, -ба/-бе, -па/-пе «не», дейін «до», үшін «для» и др.
- ударение переходит со значимого слова на частицу или послелог, если к ним присоединяются аффиксы (үйге́ дейін «до дома» — үйге дейінгі́ жол «дорога до дома»).

Для логического выделения отдельного слова, группы слов во фразе или всей фразы используется тоническое (музыкальное) ударение.
Долготы гласных не отмечены.

#### Морфонология
Казахскому языку свойственна гармония гласных, или сингармонизм, и ассимиляция согласных.
Проявляется нёбная гармония гласных — уподобление гласных в основе слова и в присоединяемых к ней аффиксах по признаку ряда (только гласные переднего ряда: үй-лер-іміз-ді «наших домов», только гласные заднего ряда: бала-лар-ымыз-ды «наших детей»). Слабее проявляется губная гармония гласных — огубление гласных в аффиксах, присоединяемых к основе с конечным губным, она отмечается только в разговорной речи и действует на второй слог и иногда на третий, чаще всего действует на ы, і, е (на письме орын «место» — в произношении орұн, өзен «река» — өзөн).
Ассимиляция согласных отмечается полная, когда звуки уподобляются полностью (пишется жазса — произносится жасса), и частичная, когда звук влияет на звонкость/глухость другого звука (қыз-ға «девушке» и қыс-қа «зиме»).
Прогрессивная ассимиляция:
- к основе на конечный звонкий (сонорный или гласный) присоединяется вариант аффикса с начальным звонким (сонорным) согласным (бай-лық «богатство», сіз-ге «Вам»)? исключение — заимствованные аффиксы -паз, -хана, -қор, -кеш, -кер и аффиксы с начальным с, ш (-сін, -шы и др.)
- к основе на конечный глухой присоединяется вариант аффикса с начальной глухой (хат-тар «письма»)
- конечный ш уподобляет себе начальный с аффикса (пишется тыныш-сыз — произносится тынышшыз)
- конечный гласный, сонорный или звонкий основы озвончает последующие к в г, қ в ғ (пишется қара көз «черноглазый» — произносится қара гөз, ұзын қол «длинная рука» — ұзын ғол)

Регрессивная ассимиляция:
- начальный гласный аффикса озвончает в основе конечный к в г, қ в ғ , а конечный п переводит в б или у, что отражается на письме (кітап + -ым — кітабым «моя книга», кеп + -іп — кеуіп «высохнув»)
- перед г, к, ғ, қ, б, п конечный н в основе переходит в ң или м (пишется сәрсенбі — произносится сәрсембі, бұрынғы — бұрыңғы)
- начальные с, ш аффикса уподобляют себе в основе конечные з, с в с, ш (пишется көз-сіз «безглазый» — произносится көссіз, бас-шы «руководитель» — башшы)

Типы слогов в казахском языке: V (а-та «отец»), CV (да-ла «степь»), VC (он «десять»), VCC (айт-ты «сказал»), CVC (бас «голова»), CVCC (төрт «четыре»). В результате заимствований появились и другие типы слогов.
При реализации фонем и просодем могут происходить выпадение, стяжение (бұл жыл > биыл «в этом году»), редукция (ойын-а > ойна «играй»), метатеза (қапқан > қақпан «капкан»), ассимиляция (мектеп + -ім > мектебім «моя школа») и т. д.
Структура слова обладает чёткостью фономорфемных границ.
Чередования гласных в литературно-диалектных вариантах языка:
- а ~ ә, а ~ ы (шай ~ шәй «чай», тастау ~ тыстау «бросать»)
- е ~ і (кесіртке ~ кесерткі «ящерица»)
- ы ~ і, ы ~ ұ (пысқан ~ піскен «приготовленный», тынық ~ тұнақ «чистый»)
- ә ~ е (кәсе ~ кесе «чашка»)
- о ~ ұ (сорақ ~ сұрақ «вопрос»)
- ө ~ ү (көміски ~ күміскі «неясный»)
- і ~ ү (інемі ~ үнемі «всегда»)

Чередования согласных в литературно-диалектных вариантах языка:
- б ~ п, б ~ м (бияз ~ пияз «лук», бұны ~ мұны «этого»)
- д ~ т, д ~ л, д ~ ж (дөрт ~ төрт «четыре», маңдай ~ маңлай «лоб», дүз ~ жүз «сто»)
- ж ~ з, ж ~ ш, ж ~ й, ж ~ дж (нәжік ~ нәзік «слабый», келемеж ~ келемеш «насмешка», қай жаққа ~ қаяққа «куда», жоқ ~ джоқ «нет»)
- с ~ ш, с ~ з (мысық ~ мышық «кошка», біс ~ біз «мы»)
- м ~ п (болат ~ полат «сталь»)
- н ~ ң (өлен ~ өлең «песня»)
- к ~ г (кіл ~ гіл «сплошь»)
- қ ~ ғ, қ ~ у (ақай ~ ағай «дядя»)
- ғ ~ қ ~ ∅ (Ғали ~ Қали ~ Әли — мужское имя)
- ш ~ ч (шапан ~ чапан «чапан»)

### Морфология

#### Общие сведения
Типологически казахский язык — номинативный агглютинативный суффигирующий синтетический язык с элементами аналитизма. Аналитизм проявляется, главным образом, в формах глагола. Грамматические отношения между словами выражаются с помощью падежей и послелогов.
Выделяют 9 частей речи: существительное, прилагательное, числительное, местоимение, наречие, глагол, подражательные слова, междометие, служебные слова. Служебные слова, в свою очередь, подразделяются на послелоги, служебные имена, союзы, частицы и модальные слова. К глаголам относятся его неличные формы: имя действия, причастие, деепричастие.
Все именные части речи обладают грамматическими категориями числа, принадлежности, падежа, качества, количества, дейксиса, отрицания. Характерные категории глагола: переходность/непереходность, залог, аспектуальность, темпоральность.

#### Имя существительное
Существительное обладает грамматическими категориями числа, принадлежности, падежа, лица. Отсутствуют категории рода и одушевлённости/ неодушевлённости. Существительные могут использоваться как относительные прилагательные, так как существительные и прилагательные грамматически почти не различаются.
Порядок аффиксов у существительного и других именных форм:
1. основа
2. словообразовательные аффиксы
3. аффикс числа
4. аффикс принадлежности
5. аффикс падежа
6. аффикс сказуемости (үй-лер-ім-ден-сің «ты из моих домов»)[37].

Иногда аффикс притяжательности находится перед аффиксом числа (әже-м-дер, әже-лер-ім «мои бабушки»).
Категория числа представлена двумя числами — единственным и множественным. Единственное число не имеет грамматических показателей. Множественное число образуется аффиксами -лар/-лер, -дар/-дер, -тар/-тер, которые добавляются к основе существительного. Выбор аффикса определяется типом конечной буквы и законом звукового сингармонизма: дос — достар «друг — друзья», мектеп — мектептер «школа — школы», қала — қалалар «город — города», қол — қолдар «рука — руки». Собирательная множественность передаётся лексически (көп «много») и парно-повторными словами (жан-жануар «все живые существа», бала-шаға «детвора»). Существительное не принимает множественное число при количественном числительном: екі кітап «две книги», алты үй «шесть домов».
Категория принадлежности выражается:
- аффиксами принадлежности (дос-ым «мой друг»)
- изафетным сочетанием: существительное или местоимение обладателя в родительном падеже, затем имя с аффиксом принаджежности (қала-ның шет-і «черта города», менің дос-ым «мой друг»)
- атрибутивным сочетанием: как изафетное, но имя без аффикса принадлежности (біздің мектеп «наша школа»).

Аффиксы принадлежности
| Лицо     | Единственное число                         | Множественное число    |
| -------- | ------------------------------------------ | ---------------------- |
| 1-е лицо | -м, -ым/-ім                                | -мыз/-міз, -ымыз/-іміз |
| 2-е лицо | -ң, -ың/-ің -ңыз/-ніз, -ыңыз/-іңіз (вежл.) | -ңыз/-ңіз, -ыңыз/-іңіз |
| 3-е лицо | -ы/-і, -сы/-сі                             | -ы/-і, -сы/-сі         |

Категория лица выражается аффиксами сказуемости (мен оқушымын «я ученик»). Отрицание образуется отрицательной частицей емес, к которой добавляется аффикс сказуемости (мен оқушы емеспін «я не ученик»). Имена с аффиксами сказуемости не изменяются по падежам.
Аффиксы сказуемости (личные окончания):
| Лицо     | Единственное число              | Множественное число                     |
| -------- | ------------------------------- | --------------------------------------- |
| 1-е лицо | -мын/-мін, -бын/-бін, -пын/-пін | -мыз/-міз, -быз/-біз, -пыз/-піз         |
| 2-е лицо | -сың/-сің -сыз/-сіз (вежл.)     | -сыңдар/-сіңдер -сыздар/-сіздер (вежл.) |
| 3-е лицо | Ø                               | Ø                                       |

Склонение отрицательной частицы емес:
| Лицо     | Единственное число      | Множественное число           |
| -------- | ----------------------- | ----------------------------- |
| 1-е лицо | емеспін                 | емеспіз                       |
| 2-е лицо | емессің емессіз (вежл.) | емессіңдер емессіздер (вежл.) |
| 3-е лицо | емес                    | емес                          |

Существует 7 падежей: именительный, родительный, направительно-дательный, винительный, местный, исходный, творительный. Два типа склонения — простое и притяжательное.
| Падеж           | Казахское название | Характеризующие вопросы                               | Значение                                                                                         |
| --------------- | ------------------ | ----------------------------------------------------- | ------------------------------------------------------------------------------------------------ |
| Именительный    | Атау септік        | кто? (кім?) что? (не?)                                | Основной падеж, не имеет специальной маркировки (может выражать принадлежность)                  |
| Родительный     | Ілік септік        | кого? (кімнің?) чего? (ненің?)                        | Принадлежность одного лица либо предмета другому                                                 |
| Напр.-дательный | Барыс септік       | кому? (кімге?) чему? (неге?) куда? (қайда?)           | Конечный пункт движения или действия                                                             |
| Винительный     | Табыс септік       | кого? (кімді?) что? (нені?)                           | Падеж прямого дополнения, указывает объект действия                                              |
| Местный         | Жатыс септік       | у кого? (кімде?) у чего? (неде?) где? (қайда?)        | Местонахождение предмета либо лица                                                               |
| Исходный        | Шығыс септік       | от кого? (кімнен?) от чего? (неден?) откуда (қайдан?) | Исходный пункт движения или действия                                                             |
| Творительный    | Көмектес септік    | с кем? (кіммен?) с чем? (немен?)                      | Совместность действия с кем-либо; инструмент (техника, устройство), которым выполняется действие |

Падежные окончания (простое склонение)
| Падеж      | Окончания                             | Пример |
| ---------- | ------------------------------------- | --- |
| Им.        | —                                     | Мынау кітап. «Это книга».                                                                                               |
| Род.       | -ның/-нің, -дың/-дің, -тың/-тің       | Бөлменің терезесі «Окно комнаты»                                                                                        |
| Напр.-дат. | -ға/-ге, -қа/-ке                      | Орманға барамыз. «Мы пойдём в лес». Мен адамға көмектесемін. «Я помогаю человеку».                                      |
| Вин.       | -ны/-ні, -ды/-ді, -ты/-ті             | Мұғалімді күтіп тұрмыз. «Мы ждём учителя».                                                                              |
| Мест.      | -да/-де, -та/-те                      | Мен Алматыда болдым. «Я был в Алматы».                                                                                  |
| Исх.       | -дан/-ден, -тан/-тен, -нан/-нен       | Мектептен шықтық. «Мы вышли из школы».                                                                                  |
| Тв.        | -мен/-бен/-пен (-менен/-пенен/-бенен) | Ол досымен асханаға барды. «Он со своим другом пошёл в столовую». Нанды пышақпен кесу керек. «Хлеб нужно резать ножом». |

После аффикса принадлежности некоторые падежи имеют особые окончания, это притяжательное склонение
| Падеж      | Лицо                          | Окончания | Пример                                      |
| ---------- | ----------------------------- | --------- | ------------------------------------------- |
| Напр.-дат. | 1-е л. ед. ч. и 2-е л. ед. ч. | -а/-е     | үй-ім-е «моему дому», үй-ің-е «твоему дому» |
| Напр.-дат. | 3-е лицо                      | -на/-не   | үй-і-не «его дому»                          |
| Вин.       | 3-е лицо                      | -н        | үй-і-н «его дом»                            |
| Мест.      | 3 лицо                        | -нда/-нде | үй-і-нде «в его доме»                       |
| Исх.       | 3 лицо                        | -нан/-нен | үй-і-нен «из его дома»                      |

#### Имя прилагательное
Прилагательное в предложении в основном выступает в роли определения. Не принимает аффиксы словоизменения. Согласования с существительным в падеже и числе нет. Если прилагательное является сказуемым, оно приобретает личный суффикс.
Образование степеней сравнения прилагательных:
- положительная степень совпадает с основной формой слова (жақсы «хороший»)
- сравнительная степень образуется добавлением аффиксов -рақ/-рек, -ырақ/-ірек (жақсырақ «лучше»)
- превосходная степень образуется с помощью
  - усилительных частиц: жап-жақсы «превосходный», біп-биік «превысокий»
  - усилительных слов: өте «очень», ең «самый» и др. (өте жақсы «очень хороший»)

#### Числительное
Количественные числительные
|   | Единицы |    | Десятки |               | Сотни, тысячи      |
| - | ------- | -- | ------- | ------------- | ------------------ |
| 1 | бір     | 10 | он      | 100           | жүз                |
| 2 | екі     | 20 | жиырма  | 200, 300, …   | екі жүз, үш жүз, … |
| 3 | үш      | 30 | отыз    | 1000          | мың                |
| 4 | төрт    | 40 | қырық   | 2000, 3000, … | екі мың, үш мың, … |
| 5 | бес     | 50 | елу     |               |                    |
| 6 | алты    | 60 | алпыс   |               |                    |
| 7 | жеті    | 70 | жетпіс  |               |                    |
| 8 | сегіз   | 80 | сексен  |               |                    |
| 9 | тоғыз   | 90 | тоқсан  |               |                    |

Образование сложных количественных числительных: 15 — он бес, 101 — жүз бір, 2021 — екі мың жиырма бір, 234 567 — екі жүз отыз төрт мың бес жүз алпыс жеті.
Порядковые числительные образуются из количественных числительных аффиксами -ншы/-нші, -ыншы/-інші (бір-інші «первый», екі-нші «второй»). Если числительное сложное, аффикс добавляется к последнему слову (он бір-інші «одиннадцатый»)
Собирательные числительные образуются аффиксами -ау/-еу для чисел от 1 до 7 (үшеу «трое»), повтором (екеу-екеу «попарно») или аффиксом -лап/-леп (екеулеп «по-двое»).
Приблизительные числительные образуются:
- добавлением к количественным числительным аффиксов -лаған/-леген, -даған/-деген, -таған/-теген, -лап/-леп, -дап/-деп, -тап/-теп, -дай/-дей, -тай/-тей (ондаған «десятки», елудей «около 50»)
- парой количественных числительных (екі-үш «два-три»)
- при сообщении приблизительного возраста или времени используется количественно числительное в множественном числе и каком-либо падеже (ол отыздарға келіп қалды «ему около 30 лет», мен сағат ондарда тұрдым «я встал часов в 10»)
- использование слов (шамалы, шақты и др.) со значением «около», «приблизительно» (екі шамалы «приблизительно 2», онға таман «около 10»).

Разделительные числительные передаются количественным числительным в исходном падеже (үштен «по три»). Для парных числительных в исходном падеже только последнее слово (он-оннан «по десяти», екі-үштен «по два-по три»).
Дробные числительные выражаются с помощью количественных числительных:
- числитель в именительном падеже, знаменатель в исходном падеже (үштен бір — 1/3)
- числитель в именительном падеже, знаменатель с аффиксом -лық/-лік, -дық/-дік, -тық/-тік (бес жиырмалық — 5/20)
- числитель в притяжательной форме 3-го лица, знаменатель в родительном падеже (үштің бірі — 1/3)
- использование слов жарым, жарты «половина», ширек «четверть» (бір жарым «полтора», ширек метр «четверть метра»).

#### Местоимение
Местоимения делятся на следующие разряды: личные, указательные, вопросительно-относительные, неопределённые, возвратные, обобщительные (определительные), отрицательные.
Личные местоимения
| Лицо     | Единственное число        | Множественное число             |
| -------- | ------------------------- | ------------------------------- |
| 1-е лицо | мен «я»                   | біз (біздер) «мы»               |
| 2-е лицо | сен «ты» сіз (вежл.) «Вы» | сендер «вы» сіздер (вежл.) «Вы» |
| 3-е лицо | ол «он», «она», «оно»     | олар «они»                      |

Склонение личных местоимений
| Им.        | мен                 | сен                 | сіз               | ол                | біз               | сендер                  | сіздер                  | олар                |
| Род.       | менің               | сенің               | сіздін            | оның              | біздің            | сендердің               | сіздердің               | олардың             |
| Напр.-дат. | маған               | саған               | сізге             | оған              | бізге             | сендерге                | сіздерге                | оларға              |
| Вин.       | мені                | сені                | сізді             | оны               | бізді             | сендерді                | сіздерді                | оларды              |
| Мест.      | менде               | сенде               | сізде             | онда              | бізде             | сендерде                | сіздерде                | оларда              |
| Исх.       | менен               | сенен               | сізден            | онан (одан)       | бізден            | сендерден               | сіздерден               | олардан             |
| Тв.        | менімен (меніменен) | сенімен (сеніменен) | сізбен (сізбенен) | онымен (оныменен) | бізбен (бізбенен) | сендермен (сендерменен) | сіздермен (сіздерменен) | олармен (оларменен) |

Указательные местоимения: бұл, осы/осынау, мына/мынау «этот», сол/сонау, ол, ана/анау «тот», әне, әнеки «вон тот». Изменяются по числам, падежам, принимают аффиксы принадлежности. При образовании множественного числа л теряется: бұл — бұлар, сол — солар, ол — олар.
Указательные местоимения бұл, сол, ол, присоединяя аффикс принадлежности, меняют л на н
| Лицо     | бұл                                   | сол                   | ол                  |
| -------- | ------------------------------------- | --------------------- | ------------------- |
| 1-е лицо | бұным, мұным                          | соным                 | оным                |
| 2-е лицо | бұның, мұның бұныңыз, мұныңыз (вежл.) | соның соныңыз (вежл.) | оның оныңыз (вежл.) |
| 3-е лицо | бұнысы, мұнысы                        | сонысы                | онысы               |

Склонение указательных местоимений
| Им.        | бұл                     | ол           | сол            | осы            | мына    | ана    |
| Род.       | бұның, мұның            | оның         | соның          | осының         | мынаның | ананың |
| Напр.-дат. | бұған                   | оған         | соған          | осыған         | мынаған | анаған |
| Вин.       | бұны, мұны              | оны          | соны           | осыны          | мынаны  | ананы  |
| Мест.      | бұнда, мұнда            | онда, ода    | сонда, сода    | осыда          | мынада  | анада  |
| Исх.       | бұдан, мұнан            | онан, одан   | сонан, содан   | осынан, осыдан | мынадан | анадан |
| Тв.        | бұнымен, мұнымен, бұмен | онымен, омен | сонымен, сомен | осымен         | мынамен | анамен |

Вопросительно-относительные местоимения: кім «кто», не «что», неге «почему», қандай «какой», қашан «когда» и др. Изменяются по числам, падежам, принимают аффиксы принадлежности и сказуемости. Исключения: местоимение қай не склоняется, қандай склоняется только при наличии аффикса принадлежности, қайсы в напр.-дательном падеже имеет вид қайған.
Неопределённые местоимения: біреу «кто-то», бірдеме «что-то», әлдекім «некто», әлде «нечто», әр «каждый» и др.
Возвратное местоимение өз «сам, свой» часто используется с аффиксами числа, падежа и принадлежности: өзім «я сам», өздерің «вы сами», өзіне «ему самому».
Изменение возвратного местоимения өз по лицам
| Лицо     | Единственное число                     | Множественное число                           |
| -------- | -------------------------------------- | --------------------------------------------- |
| 1-е лицо | өзім «я сам»                           | өзіміз «мы сами»                              |
| 2-е лицо | өзің «ты сам» өзіңіз (вежл.) «Вы сами» | өздерің «вы сами» өздеріңіз (вежл.) «Вы сами» |
| 3-е лицо | өзі «он сам», «она сама», «оно само»   | өздері «они сами»                             |

Обобщительные (определительные) местоимения: бәрі, барлық, бүкіл, күллі, бүтін, барша «все, весь».
Отрицательные местоимения: ешкім «никто», ештеңе «ничто», ешқандай «никакой», ешқашан «никогда» и др.

#### Наречие
Наречия — неизменяемая часть речи, в предложении выступают в роли обстоятельства, иногда подлежащего и сказуемого.
По семантике делятся на наречия места, времени, образа действия, количества, цели, причины.
По морфологической структуре делятся на 
- первообразные, которые нельзя разложить на морфемы (әрі «дальше», бері «ближе»), они могут присодинять аффиксы прилагательных -рақ/-рек, -лау/-леу (әрі — әрірек — әрілеу)
- производные, образованные от других частей речи
  - словообразующими аффиксами: -ша (орысша «по-русски»), -лай/-лей, -дай/-дей, -тай/-тей (жаздай «все лето»), -дайын/-дейін, -тайын/-тейін (түлкідейін «по-лисьи»), -шама/-шалық (осыншама «постольку»), -лап/-леп, -дап/-деп, -тап/-теп (темірлеп «железно»), -қары/-кері (ішкері «внутрь»), -ын/-ін (жазын «летом»)
  - застывшие падежные формы: дат. п. -ға/-ге, -қа/-ке (алға «вперёд»), мест. п. -да/-де, -та/-те (түнде «ночью»), исх. п. -дан/-ден, -тан/-тен (қатеден «по ошибке»), тв. п. -мен/-бен/-пен (жөнімен «правильно»)
  - слияние слов: бүгін (от бұл күн) «сегодня», биыл (от бұл жыл) «в этом году»
  - повтор слов: анда-санда «иногда»
  - устойчивые словосочетания: күні бүгін «до сегодняшнего дня»
  - идиоматические выражения: аяқ астынан «неожиданно»

#### Глагол
Глагол обладает грамматическими категориями лица, числа, времени, наклонения, залога, отрицания и способа действия. Категория переходности/непереходности не имеет грамматических показателей и передаётся семантикой глагола.
Порядок аффиксов у глагола: 1) основа 2) словообразовательные аффиксы 3) аффикс отрицания 4) аффикс времени/наклонения 5) аффикс лица/числа (кел-ме-ді-к «мы не пришли»)
Отрицание глагола образуется:
- синтетически, аффиксами отрицания -ма/-ме, -ба/-бе, -па/-пе, которые присоединяются к основе (ал-ды «взял» — ал-ма-ды «не взял»)
- аналитически, с помощью слов жоқ, емес «нет» (ол келген жоқ «он не пришёл», алған емеспін «я не брал»).

Глагольные аффиксы лица притяжательного типа
| Лицо     | Единственное число   | Множественное число           |
| -------- | -------------------- | ----------------------------- |
| 1-е лицо | -м                   | -к/-қ                         |
| 2-е лицо | -ң -ңыз/-ңіз (вежл.) | -ңдар -ңыздар/-ңіздер (вежл.) |
| 3-е лицо | Ø                    | Ø                             |

Время
Выделяют следующие времена: настоящее данного момента, переходное настоящее, предположительное будущее, целевое будущее, переходное будущее, категорическое прошедшее, давнопрошедшее, переходное прошедшее.
Настоящее время данного момента выражает действие, происходящее в момент высказывания. Делится на два типа — простое и сложное. Простое настоящее время данного момента образуется только от 4 глаголов — тұр «стоять», жүр «ходить», отыр «сидеть», жатыр «лежать», к которым присоединяются аффиксы сказуемости. Образование отрицания: причастие данных 4 глаголов на -ған/-ген, -қан/-кен, затем жоқ + аффиксы сказуемости. Сложное настоящее время данного момента образуется по схеме: деепричастие на -п, -ып/-іп, затем вспомогательные глаголы тұр/жүр/отыр/жатыр + аффиксы сказуемости. При этом глаголы тұр/жүр/отыр/жатыр теряют своё основное значение и выступают в роли вспомогательных глаголов, указывая:
1. положение тела при совершении действия: тұр — стоя, жүр — двигаясь, отыр — сидя, жатыр — лёжа,
2. характер, продолжителность действия: тұр — короткое или разовое действие, жүр — периодическое действие, жатыр — полная занятость действием.

Образование отрицания:
1. основа + аффикс отрицания + -й, затем тұр/жүр/отыр/жатыр + аффиксы сказуемости,
2. причастие на -ған/-ген, -қан/-кен, затем жоқ + аффиксы сказуемости.

Пример: Мен кітапханада отырмын «Я сижу в библиотеке», Біз жазып отырмыз «Мы пишем, сидя», Ол шашын тарап тұр «Он недолго расчёсывает волосы», Мен институтта оқып жүрмін «Я учусь в институте», Ол шашын тарап жатыр «Она долго расчёсывает волосы».
Переходное настоящее время выражает действие, которое совершается обычно или которое с уверенностью произойдёт в будущем. Образование: деепричастие на -а/-е, -й + аффиксы сказуемости (в 3-м лице -ды/-ді). Переходное будущее время образуется так же как переходное настоящее. Во всех случаях время действия (прошлое, настоящее или будущее) определяется по контексту. Образование отрицания: к основе добавляются аффиксы отрицания.
Пример: Мен кино көремін «Я смотрю кино (обычно)», Мен ертең кино көремін «Завтра я посмотрю кино».
Предположительное будущее время выражает действие, которое предположительно может произойти в будущем. Образование: причастие на -ар/-ер, -р + аффиксы сказуемости. Образование отрицания: к основе добавляются аффиксами отрицания, -р переходит в -с.
Пример: Мен кино көрермін «Я, возможно, посмотрю кино»
Будущее целевое время выражает намерение что-либо сделать, действие, которое обязательно совершится в будущем. Образование: основа глагола + -мақ/-мек, -бақ/-бек, -пақ/-пек + аффиксы сказуемости. Перед аффиксом сказуемости могут добавляться аффиксы -шы/-ші. Образование отрицания: к основе добавляются аффиксы времени, затем слово емес с аффиксами сказуемости.
Пример: Мен кино көрмекпін «Я собираюсь посмотреть кино»
Прошедшее категорическое время выражает действие, которое произошло в прошлом, и имеет оттенок категоричности. Образование: основа глагола + -ды/-ді, -ты/-ті + аффиксы лица притяжательного типа (усечённые местоименные аффиксы). Образование отрицания: к основе добавляются аффиксы отрицания.
Пример: Мен келдім «Я пришёл»
Давнопрошедшее время передаёт различные смысловые оттенки действия в прошлом:
- причастие на -ған/-ген, -қан/-кен + аффиксы сказуемости — выражает действие, произошедшее в прошлом или до начала другого действия в прошлом, говорящий уверен в его достоверности или был очевидцем, также выражает действие в сравнительно отдалённом прошлом[50]; образование отрицания[50]: 1) причастие, затем слово емес или жоқ с аффиксами сказуемости, 2) к основе добавляются аффиксы отрицания
- деепричастие на -п, -ып/-іп + аффиксы сказуемости (в 3-м лице -ты/-ті) — выражает действие, произошедшее в прошлом или до начала другого действия в прошлом, говорящий не уверен в его достоверности или не был очевидцем[50], также выражает неожиданное действие, иногда показывает ироническое отношение; образование отрицания[50]: к основе добавляются аффиксы отрицания
- причастие на -ған/-ген, -қан/-кен, затем глагол е- «быть» в прошедшем категорическом времени — выражает действие, за которым не следуют другие действия
- деепричастие на -п, -ып/-іп, затем глагол е- «быть» в прошедшем категорическом времени — выражает действия, за которым следуют другие действия, часто противоположные

Пример: Сен кино көргенсің «Я уверен, что ты смотрел кино», Сен кино көріпсің «Ты, оказывается, смотрел кино», Мен оны көріп едім, сөйлесе алмадым «Я его увидел, но не смог поговорить».
Переходное прошедшее время выражает длительное, повторяющееся или привычное действие, которое происходило в прошлом (или произойдёт в будущем, время определяется по контексту). Два способа образования:
- причастие настояще-будущего времени на -тын/-тін + аффиксы сказуемости; образование отрицания[50]: к основе добавляются аффиксы отрицания
- причастие настояще-будущего времени на -тын/-тін, затем глагол е- «быть» в прошедшем категорическом времени

Пример: Сен кино көретінсің «Ты раньше обычно смотрел кино», Сен киноға қашан баратынсың? «Когда ты пойдёшь в кино?».
Образование времён глагола
| Время                        | Аффиксы                                                    | Отрицание                         |
| ---------------------------- | ---------------------------------------------------------- | --------------------------------- |
| настоящее данного момента    | -п, -ып/-іп, затем тұр/жүр/отыр/жатыр + аффикс сказуемости | -ма/-ме, -ба/-бе, -па/-пе         |
| переходное настоящее/будущее | -а/-е, -й + аффикс сказуемости (3 л. -ды/-ді)              | отриц. аффиксы                    |
| предположительное будущее    | -ар/-ер, -р + аффикс сказуемости                           | отриц. аффиксы, -р переходит в -c |
| целевое будущее              | -мақ/-мек, -бақ/-бек, -пақ/-пек + аффикс сказуемости       | емес + аффикс сказуемости         |
| прошедшее категорическое     | -ды/-ді, -ты/-ті + аффикс лица притяжательного типа        | отриц. аффиксы                    |
| давнопрошедее очевидное      | -ған/-ген, -қан/-кен + аффикс сказуемости                  | жоқ + аффикс сказуемости          |
| давнопрошедее неочевидное    | -п, -ып/-іп + аффикс сказуемости (3 л. -ты/-ті)            | отриц. аффиксы                    |
| переходное прошедшее         | -атын/-етін/-йтын/-йтін + аффикс сказуемости               | отриц. аффиксы                    |

Спряжение глагола жаз «писать»
| Время  | настоящее данного момента | переходное настоящее/будущее | предположительное будущее | целевое будущее | прошедшее категорическое | давнопрошедее очевидное | давнопрошедее неочевидное | переходное прошедшее |
| ------ | ------------------------- | ---------------------------- | ------------------------- | --------------- | ------------------------ | ----------------------- | ------------------------- | -------------------- |
| мен    | жаз-ып жатыр-мын          | жаз-а-мын                    | жаз-ар-мын                | жаз-бақ-пын     | жаз-ды-м                 | жаз-ған-мын             | жаз-ып-пын                | жаз-а-тын-мын        |
| сен    | жаз-ып жатыр-сың          | жаз-а-сың                    | жаз-ар-сың                | жаз-бақ-сың     | жаз-ды-ң                 | жаз-ған-сың             | жаз-ып-сың                | жаз-а-тын-сың        |
| сіз    | жаз-ып жатыр-сыз          | жаз-а-сыз                    | жаз-ар-сыз                | жаз-бақ-сыз     | жаз-ды-ңыз               | жаз-ған-сыз             | жаз-ып-сыз                | жаз-а-тын-сыз        |
| ол     | жаз-ып жатыр              | жаз-а-ды                     | жаз-ар                    | жаз-бақ         | жаз-ды                   | жаз-ған                 | жаз-ып                    | жаз-а-тын            |
| біз    | жаз-ып жатыр-мыз          | жаз-а-мыз                    | жаз-ар-мыз                | жаз-бақ-пыз     | жаз-ды-қ                 | жаз-ған-быз             | жаз-ып-пыз                | жаз-а-тын-быз        |
| сендер | жаз-ып жатыр-сыңдар       | жаз-а-сыңдар                 | жаз-ар-сыңдар             | жаз-бақ-сыңдар  | жаз-ды-ңдар              | жаз-ған-сыңдар          | жаз-ып-сыңдар             | жаз-а-тын-сыңдар     |
| сіздер | жаз-ып жатыр-сыздар       | жаз-а-сыздар                 | жаз-ар-сыздар             | жаз-бақ-сыздар  | жаз-ды-ңыздар            | жаз-ған-сыздар          | жаз-ып-сыздар             | жаз-а-тын-сыздар     |
| олар   | жаз-ып жатыр              | жаз-а-ды                     | жаз-ар                    | жаз-бақ         | жаз-ды                   | жаз-ған                 | жаз-ып                    | жаз-а-тын            |

Спряжение глагола жаз «писать» в отрицательной форме
| Время  | настоящее данного момента | переходное настоящее/будущее | предположительное будущее | целевое будущее     | прошедшее категорическое | давнопрошедее очевидное | давнопрошедее неочевидное | переходное прошедшее |
| ------ | ------------------------- | ---------------------------- | ------------------------- | ------------------- | ------------------------ | ----------------------- | ------------------------- | -------------------- |
| мен    | жаз-ба-й жатыр-мын        | жаз-ба-й-мын                 | жаз-ба-с-пын              | жаз-бақ емес-пін    | жаз-ба-ды-м              | жаз-ған жоқ-пын         | жаз-ба-п-пын              | жаз-ба-й-тын-мын     |
| сен    | жаз-ба-й жатыр-сың        | жаз-ба-й-сың                 | жаз-ба-с-сың              | жаз-бақ емес-сің    | жаз-ба-ды-ң              | жаз-ған жоқ-сың         | жаз-ба-п-сың              | жаз-ба-й-тын-сың     |
| сіз    | жаз-ба-й жатыр-сыз        | жаз-ба-й-сыз                 | жаз-ба-с-сыз              | жаз-бақ емес-сіз    | жаз-ба-ды-ңыз            | жаз-ған жоқ-сыз         | жаз-ба-п-сыз              | жаз-ба-й-тын-сыз     |
| ол     | жаз-ба-й жатыр            | жаз-ба-й-ды                  | жаз-ар                    | жаз-бақ емес        | жаз-ды                   | жаз-ған жоқ             | жаз-ба-п                  | жаз-ба-й-тын         |
| біз    | жаз-ба-й жатыр-мыз        | жаз-ба-й-мыз                 | жаз-ба-с-пыз              | жаз-бақ емес-піз    | жаз-ба-ды-қ              | жаз-ған жоқ-пыз         | жаз-ба-п-пыз              | жаз-ба-й-тын-быз     |
| сендер | жаз-ба-й жатыр-сыңдар     | жаз-ба-й-сыңдар              | жаз-ба-с-сыңдар           | жаз-бақ емес-сіңдер | жаз-ба-ды-ңдар           | жаз-ған жоқ-сыңдар      | жаз-ба-п-сыңдар           | жаз-ба-й-тын-сыңдар  |
| сіздер | жаз-ба-й жатыр-сыздар     | жаз-ба-й-сыздар              | жаз-ба-с-сыздар           | жаз-бақ емес-сіздер | жаз-ба-ды-ңыздар         | жаз-ған жоқ-сыздар      | жаз-ба-п-сыздар           | жаз-ба-й-тын-сыздар  |
| олар   | жаз-ба-й жатыр            | жаз-ба-й-ды                  | жаз-ар                    | жаз-бақ емес        | жаз-ды                   | жаз-ған жоқ             | жаз-ба-п                  | жаз-ба-й-тын         |

Залог
Выделяют 5 залогов: основной, совместно-взаимный, возвратный, страдательный, понудительный (побудительный).
Основной залог выражает действие самого субъекта. Не имеет грамматических показателей.
Совместно-взаимный залог выражает действие, совершаемое совместно или взаимно. Образуется аффиксами -с, -ыс/-іс (жаз-ыс-у «переписываться»).
Возвратный залог выражает действие, направленное на самого себя. Образуется аффиксами -н, -ын/-ін, а также -лан/-лен, -дан/-ден, -тан/-тен, -сын/-сін, -қан/-кен (ол ки-ін-ді «он оделся»).
Страдательный залог выражает действие, совершаемое над субъектом. Образуется аффиксами -л, -ыл/-іл, при основе глагола на л — аффиксами -н, -ын/-ін (хат жазылды «письмо написано»).
Понудительный залог выражает побуждение, просьбу. Образуется аффиксами -дыр/-дір, -тыр/-тір (жаздыр «заставь писать»), -ғыз/-гіз, -қыз/-кіз (отырғыз «посади»), -т (тыңдат «заставь слушаться»), -ыр/-ір (түсір «спусти»), -ыт/-іт, -ар/-ер, -қар/-кер, -ғыр/-гір, -дар, -сет и др. К основе глагола могут присоединяться 2 или иногда 3 аффикса (жаз-дыр-т, жаз-дыр-т-қыз «заставить написать»).
Глагол может иметь несколько залогов одновременно, при этом залоговые аффиксы присоединяются в определённом порядке. Пример: ки-ін-дір-гіз «заставь его, чтобы он одел кого-то».
Образование залогов глагола
| Залог              | Аффиксы                                              |
| ------------------ | ---------------------------------------------------- |
| совместно-взаимный | -с, -ыс/-іс                                          |
| возвратный         | -н, -ын/-ін и др.                                    |
| страдательный      | -л, -ыл/-іл и др.                                    |
| понудительный      | -т, -дыр/-дір, -тыр/-тір, -ғыз/-гіз, -қыз/-кіз и др. |

Наклонение
Выделяют 4 наклонения: изъявительное, повелительное, желательное, условное.
Изъявительное наклонение выражает реальные действия. Имеет три времени: прошлое, настоящее, будущее.
Повелительное наклонение выражает волеизъявления. Имеет категории лица и числа. Наличие повелительного наклонения 1-го лица спорно. Образование отрицания: к основе глагола добавляются аффиксы отрицания. Пример: жаз «пиши», жазбасын «пусть он не пишет». Способы образования
| Лицо     | Единственное число               | Множественное число                                                   |
| -------- | -------------------------------- | --------------------------------------------------------------------- |
| 2-е лицо | Ø -ңыз/-ңіз, -ыңыз/-іңіз (вежл.) | -ңдар/-ңдер, -ыңдар/-іңдер -ңыздар/-ңіздер, -ыңыздар/-іңіздер (вежл.) |
| 3-е лицо | -сын/-сін                        | -сын/-сін                                                             |

В диалектах повелительное наклонение 2 л. ед. ч. может образовываться аффиксами -ғын/-гін, -ғыл/-гіл.
Желательное наклонение выражает желание, намерение или действие, направленное на самого говорящего. Имеет категории лица и числа. Способы образования
- для 1-го лица с помощью аффиксов -айын/-ейін в ед. ч. и -айық/-ейік в мн. ч. (барайын — «пойду-ка я»)
- основа глагола + -ғай/-гей, -қай/-кей + аффиксы сказуемости — выражает настойчивое желание, убедительную просьбу (келгеймін «я-то уж приду»)
- аналитически: основа глагола + -қы/-кі, -ғы/-гі + аффикс числа + аффиксы сказуемости + вспомогательный глагол кел «приходить» в 3-м лице в любом времени (менің алғым келеді «мне хочется взять», сенін қарағың келді «ты хотел смотреть», сөйлескісі келер «по-видимому, он захочет говорить»), также возможно условное наклонение (барғыңыз келсе «если хотите идти»); добавление глагола еді передаёт значение «хотел бы» (оның келгісі келіп еді «он хотел бы прийти»); глагол кел может заменяться на бар, в отрицательной форме — на жоқ (оның келгісі бар «он желает прийти», оның келгісі жоқ «он не хочет приходить»); образование отрицания[50]: к глаголу кел добавляются аффиксы отрицания
- аналитически: условное наклонение глагола + слово игі + вспомогательный глагол е- «быть» в прошлом категорическом времени с личным окончанием — выражает желание, иногда с сомнением в совершении действия (көрсе игі едім «едва ли я увижу (было бы хорошо, если бы я увидел)»).

Условное наклонение выражает действия, желаемые при определённых условиях. Образуется от основы глагола аффиксами -са/-се + аффиксы лица притяжательного типа (келсең «если ты придёшь»). Будущее время: причастие на -тын/-тін, затем глагол бол- «быть» в условном наклонении (қателес-е-тін бол-са-м «если я ошибусь»). Прошлое время: причастие на -ған/-ген, -қан/-кен, затем глагол бол- «быть» в условном наклонении (ұмытып қал-ған бол-са-ңыз «если забыли»). Образование отрицания: к основе глагола добавляются аффиксы отрицания. Добавление аффиксов -шы/-ші после аффикса лица выражает в 1-м лице сожаление (барсамшы «мне надо было пойти»), во 2-м лице — просьбу (барсаңшы «иди же»).
Аффиксы для выражения побуждений с различной степенью воздействия:
- -ғын/-гін, -қын/-кін — совет (жазғын «пиши»)
- -сай/-сей + -шы/-ші — «ну же, давай же» (жазсайшы «пиши уже»)
- деепричастие на -а/-е, -й, затем ғой (усиление сказанного) или гөр (просьба, мольба) (кеше гөр «прости»)
- -ғыр/-гір, -қыр/-кір — проклятье, зложелание (құрып кеткір! пропади ты пропадом!)
- условное наклонение + -шы/-ші — мягкая просьба (жазсаңшы «напиши, пожалуйста»)

Образование наклонений глагола
| Наклонение    | Аффиксы                                                       | Отрицание                 |
| ------------- | ------------------------------------------------------------- | ------------------------- |
| повелительное | -ңдар/-ңыз/-ңыздар/-сын/…                                     | отриц. аффиксы            |
| условное      | -са/-се + аффиксы лица притяжательного типа                   | -ма/-ме, -ба/-бе, -па/-пе |
| желательное   | -қы/-кі, -ғы/-гі + аффиксы сказуемости, кел + аффиксы времени | кел + отриц. аффиксы      |

Изменение глагола жаз «писать» по наклонениям
| Наклонение | условное      | повелительное | желательное            |
| ---------- | ------------- | ------------- | ---------------------- |
| мен        | жаз-са-м      | жаз-айын      | жаз-ғы-м келеді        |
| сен        | жаз-са-ң      | жаз           | жаз-ғы-ң келеді        |
| сіз        | жаз-са-ңыз    | жаз-ыңыз      | жаз-ғы-ңыз келеді      |
| ол         | жаз-са        | жаз-сын       | жаз-ғы-сы келеді       |
| біз        | жаз-са-қ      | жаз-айық      | жаз-ғы-мыз келеді      |
| сендер     | жаз-са-ңдар   | жаз-ыңдар     | жаз-ғы-лар-ың келеді   |
| сіздер     | жаз-са-ңыздыр | жаз-ыңыздар   | жаз-ғы-лар-ыңыз келеді |
| олар       | жаз-са        | жаз-сын       | жаз-ғы-лар-ы келеді    |

Изменение глагола жаз «писать» по наклонениям в отрицательной форме
| Наклонение | условное         | повелительное | желательное              |
| ---------- | ---------------- | ------------- | ------------------------ |
| мен        | жаз-ба-са-м      | жаз-ба-йын    | жаз-ғы-м келмейді        |
| сен        | жаз-ба-са-ң      | жаз-ба        | жаз-ғы-ң келмейді        |
| сіз        | жаз-ба-са-ңыз    | жаз-ба-ңыз    | жаз-ғы-ңыз келмейді      |
| ол         | жаз-ба-са        | жаз-ба-сын    | жаз-ғы-сы келмейді       |
| біз        | жаз-ба-са-қ      | жаз-ба-йық    | жаз-ғы-мыз келмейді      |
| сендер     | жаз-ба-са-ңдар   | жаз-ба-ңдар   | жаз-ғы-лар-ың келмейді   |
| сіздер     | жаз-ба-са-ңыздыр | жаз-ба-ңыздар | жаз-ғы-лар-ыңыз келмейді |
| олар       | жаз-ба-са        | жаз-ба-сын    | жаз-ғы-лар-ы келмейді    |

Вид
Категория вида выражает оттенки действия (продолжительность, мгновенность, повторяемость, многократность, одноактность, направленность действия, интенсивность, недостаточность и др.) и передаётся синтетически с помощью аффиксов или аналитически с помощью вспомогательных глаголов, например
- многократный вид: аффиксы -қыла/-кіле, -ғыла/-гіле (жүр «идти» — жүргіле «пройтись»)
- вид недостаточного действия: аффиксы -ыңқыра/-іңкіре (аш «открывать» — ашынқырау «приоткрывать»)
- вид ослабленного действия: аффиксы -ымсыра/-імсіре (күл «смеяться» — күлімсіре «посмеиваться»)
- продолжительность действия: деепричастие + вспомогательный глагол отыр «сидеть», тұр «стоять», жүр «ходить», жат «лежать» (қарап жүр «поглядывает»)
- начало или конец действия: деепричастие + вспомогательный глагол көр «смотреть», ет «делать», қара «смотреть», баста «начинать», бол «быть» (қызара бастады «начал краснеть»).
- возможность/невозможность: деепричастие на -а/-е, -й + вспомогательный глагол ал «брать, взять» в положительной или отрицательной форме (келе алмаймын «не могу прийти»)[36].

Все видовые типы глагола делятся на совершенный и несовершенный виды: оқып отыру «читать» (несов. вид), оқып шығу «прочитать» (сов. вид).
Вспомогательный глагол
Вспомогательные глаголы, сочетаясь с основным глаголом в форме деепричастия и причастия, придают ему различные оттенки значения, образуют формы времени. Существует около 30 вспомогательных глаголов. Например, от келді «пришёл» образованы келе алады «сможет прийти», келе бастады «начали приходить», келген екен «оказывается пришёл», келе қалды «пришёл кстати», құлай жаздады «чуть не упал», келген еді «приходил ведь», келіп еді «пришёл же».
Делятся на
- собственно вспомогательные глаголы, выступают только во вспомогательной функции и не могут использоваться самостоятельно, например, е- «быть» (екен, емес, едім/ем и др.)
- функциональные вспомогательные глаголы, также имеют своё лексическое значение и могут использоваться самостоятельно, основные: отыр- «сидеть», тұр- «стоять», жүр- «ходить», жат- «лежать», баста- «начинать», кел- «приходить», көр- «смотреть», бар- «идти», бер- «давать», ал- «брать», қаш- «бежать», шық- «выходить», қара- «смотреть», біл- «знать», қал- «оставаться», сал- «положить», өт- «проходить», жібер- «посылать», түс- «слезать», айнал- «вращаться», қайт- «возвращаться», қой- «оставить», бол- «быть».

Имя действия
Имя действия — неличная форма глагола, которая функционирует как отглагольное существительное: склоняется, управляется, присоединяет аффиксы принадлежности и словообразования, не спрягается. Образование: основа глагола + аффикс -у, при этом конечные -ы/-і в основе глагола опускаются. В предложении играет роли подлежащего, дополнения, обстоятельства, сказуемого. В роли сказуемого получает аффикс местного падежа (колхоз өркендеуде «колхоз крепнет»).
Причастие
Причастие — неличная форма глагола. В роли существительного может присоединять притяжательные аффиксы, аффиксы падежа и числа.
Имеет три времени — прошедшее, настояще-будущее, будущее:
- Настояще-будущее время образуется по схеме: деепричастие на -а/-е/-й + аффикс -тын/-тін (келетін «приходящий»). Полный вид аффикса — -тұғын (келетұғын адам «приходящий человек») — произошёл от причастия прошедшего времени тұрған.
- Будущее время образуется аффиксами -ар/-ер, -р (келер адам «человек, который придёт»). Отрицание будущего времени образуется как основа глагола + аффиксы -ма/-ме, -ба/-бе, -па/-пе + аффикс -с (келмес адам) и передаёт будущее с оттенком обычности или долженствования.
- Прошедшее время образуется аффиксами -ған/-ген, -қан/-кен (келген «пришедший»).

Деепричастие
Деепричастие — неличная форма глагола. Существует несколько типов по способу образования:
- деепричастие на -а/-е/-й выражает действие одновременное с действием основного глагола (сөйлей «говоря»)
- деепричастие на -п/-ып/-іп выражает действие, произошедшее ранее действия основного глагола (көріп «увидев»)
- деепричастие на -қалы/-келі, -ғалы/-гелі выражает целевую или временную характеристику действия (жазғалы «чтобы написать», келгелі «с тех пор как приехал»)
- деепричастие на -ғанша/-генше выражает возможность действия, которое произойдёт после действия основного глагола (келгенше «пока придёт»).

В отличие от русского языка в предложении действие деепричастия не обязательно относится к подлежащему (оқытушы келіп, сабақ басталды букв. «лектор придя, занятие началось»).

#### Подражательные слова
Подражательные слова по семантике делятся на :
- звукоподражательные (ыр-ыр «рычание собаки», қорс-қорс «хрюканье свиньи», қарқ «смех», сыбыр-сыбыр «шёпот»)
- образоподражательные (жалт «сверкание огня», солқ-солқ «дрожание», елең-елең «пугливость»)

#### Междометия
Междометия делятся
- по морфологической структуре на простые (әй, уа, пай) и производные (япырмай «ах», мәссаған «вот тебе на»)[58].
- по семантике на
  - эмоциональные, выражают чувства, эмоции, настроение (усталость: уһ «ух»; неодобрение: пәлі «ну»; испуг, возмущение, удивление: ойбай «ай», «ой»)
  - императивные, выражают волеизъяволение, побуждение (кәне «ну-ка», тек «хватит»)
  - призывные, адресуются чаще всего к животным (кә-кә — подзывание собак; пырс «брысь»)[58].

#### Послелог
Послелоги употребляются после имён, именных форма глагола и управляют их падежом. Функционально близки падежным формам. Послелоги соответствуют предлогам в русском языке, но находятся не перед словом, а после.
Послелоги управляют следующими падежами:
- именительным — арқылы, туралы, үшін, сайын, сияқты, секілді, сықылды, шақты, шамалы, жөнінде, турасында (көпір арқылы «через мост»)
- напр.-дательным — дейін, шейін, таман, қарай, тарта, жуық, қарсы (үйге дейін «до дома»)
- исходным — кейін, соң, гөрі, басқа, бұрын, әрі, бері, аса, тыс, тысқары (жұмыстан кейін «после работы»)
- творительным — бірге, қатар (сенімен бірге «вместе с тобой»)

По происхождению послелоги делятся на:
- собственно послелоги (үшін «для», кейін «после», дейін «до»)
- отымённые послелоги, образованы падежными аффиксами (басқа «кроме», бірге «вместе»), словообразовательными аффиксами (туралы «о», бойынша «по») или образованы от некогда самостоятельных имён (бұрын «до», бойы «в течение»)
- отглагольные послелоги, образованы от форм глагола (гөрі «чем», тарта «около», қарай «к», «по»)

#### Союз
Союзы делятся на:
- соединительные (мен/бен/пен, да/де, және «и»)
- противительные (ал «но», бірақ «однако»)
- разделительные (я, не «или», яки «то есть»)
- причины и следствия (сондықтан «поэтому», себебі «потому что»)
- сравнительно-сопоставительные (қандай… сондай «какой… такой»)
- условно-уступительные (егер «если»)

#### Частица
Частицы делятся на:
- вопросительные (ма/ме, ба/бе, па/пе, ше)
- ограничительные (-ақ, ғана «только»)
- усилительные (да/де, та/те, ғой/қой)
- эмоционально-экспрессивные (-ай, -ау — удивление, восхищение, обращение и др., -мыс/-міс — сомнение)
- модальные, которые показывают отношение к достоверности чего-либо (керек «нужно», екен «оказывается», ықтимал «возможно»)

#### Служебные имена
Служебные имена — теряющие своё лексическое значение слова, которые указывают расположение в пространстве или времени относительно предмета, лица или явления, выраженного существительным. В основном, соответствуют предлогам в русском языке. На близкое расположение указывают служебные имена түп, шет, жан, маң, төңірек; расположение по «граням»: алд «перед», арт «за», үст, бет «на», аст «под», бой «вдоль»; относительное расположение: арас «между», орта «в середине»; расположение относительно «внутренности»: іш «внутри», сырт «вне», расположение относительно «начала»: бас «начало», аяқ «конец», расположение относительно «сторон» — жақ.
Сочетаются с существительным с помощью изафета, существительное получает аффикс родительного падежа, служебное имя располагается после него и присоединяет притяжательный аффикс 3 лица. Например, бөлменің іші қараңғы «в комнате темно». К служебному имени после притяжательного аффикса присоединяются падежные окончания, особенно местного падежа -нда/-нде: үстелдің үстінде «на столе» (мест. п.), орындықтың алдында «перед стулом» (мест. п.), үстелдің үстіне қой «поставь на стол» (дат. п.), қораптың ішінен ал «возьми из коробки» (исх. п.). Также притяжательный аффикс может быть 1 и 2 лица: біздің ішімізде «среди нас» (1 л), қарсыңда «напротив тебя» (2 л). С қарама-қарсы существительное употребляется в дательном падеже: дүкен театрға қарама-қарсы тұр «магазин находится напротив театра».
Употребляясь со словами времён года или времени суток, уточняют промежуток времени (жаз ортасы «середина лета», түн іші «среди ночи», таң алды «на рассвете»).
Некоторые служебные имена лексикализированы и идиомизированы: ат үсті «невнимательно», аяқ асты «на юру», көз алдында «на глазах» и др. Ряд служебных имён может употребляться как самостоятельные слова: төңірек, айнала, маң, жақ
Служебные имена не являются самостоятельными членами предложения, а объединяются вместе с основым словом в один член предложения.

#### Модальные слова
Модальные слова выражают отношение говорящего к содержанию предложения. Модальные слова передают значения возможности, необходимости, желательности, императивности, предположения, обязанности и т. д. Степень модальности у разных слов различается.
Модальные слова делятся на:
- имена: керек, қажет, тиіс — «нужно», «надо», сияқты «кажется», «как будто», мүмкін «вероятно», бәлки «вероятно», бәлкім «вероятно», әрине «конечно», әлбетте «конечно», «несомненно», «разумеется», рас «правда», «верно», расында, шынында — «в самом деле», «действительно», анығынан, шамасы «вероятно», тәрізді «похоже», «кажется», дәл "точно, сықылды — «будто бы», бар, жоқ и т. д.
- глаголы: екен «оказывается», шығар «наверно», көрінеді «оказывается», білем «видимо», болар, дейді и т. д.

Примеры: Шамасы, олар үйде жоқ. «Вероятно, их нет дома.», Аяқ киімді ауыстыру керек. «Нужно переобуться», Ол үйінде жоқ, білем. «Видимо, его нет дома.».
Указанные глаголы кроме модальной функции могут выступать в основном, немодальном значении. Например, основное значение білем: мен оны жақсы білем «я хорошо его знаю», модальное значение білем: мені оятқан сен білем «видимо, ты меня разбудил».
Конструкции с модальными словами керек, қажет, тиіс
Конструкции
- Простая конструкция. Существительное или местоимение в напр.-дательном падеже или опускается, затем имя действия: маған бару керек «мне надо идти», орындықта отыру керек «на стуле надо сидеть».
- Притяжательная конструкция. Существительное или местоимение в родительном падеже или опускается, затем имя действия + аффикс числа + притяжательное окончание: менің баруым керек «мне надо идти», сіздердің қалуларыңыз керек «Вам нужно остаться»
- У модального слова тиіс, кроме этих двух конструкций существует третья: имя действия в напр.-дательном падеже, тиіс + аффиксы сказуемости. Мен баруға тиіспін «я должен идти».

Отрицание образуется
- добавлением к глаголу отрицательных аффиксов -ма/-ме, -ба/-бе, -па/-пе: маған бармау керек, менің бармауым керек «мне не надо идти»
- добавлением после модального слова слова жоқ или емес: саған хат жазу керек емес, сенің хат жазуың керек емес «тебе на надо писать письмо»

Прошедшее время образуется добавлением слова еді после модального слова: Менің досқа баруым керек еді «Мне надо было иди к другу».
Конструкции с модальными словами шығар, сияқты
Конструкции
- Настоящее время: глагол + -ып/-іп/-п, затем тұрған/жүрген/отырған/жатқан, затем модальное слово + аффиксы сказуемости. Ол билеп жүрген шығар. «Возможно, он танцует.»
- Прошедшее время: глагол + -ған/-ген, -қан/-кен, затем модальное слово + аффиксы сказуемости. Сен кітап оқыған шығарсың. «Возможно, ты прочитал книгу.»
- Будущее время: глагол + -атын/-етін, -йтын/-йтін, затем модальное слово + аффиксы сказуемости. Біз ертең дүкенге кетпейтін сияқтымыз «Кажется, мы не поедем в магазин завтра.»

Шығар часто употребляется вместе с модальным словом мүмкін: Мүмкін сен Мәскеуге баратын шығарсың. «Возможно, ты поедешь в Москву.»
Кроме указанных конструкций шығар употребляется самостоятельно. Модальное слово шығар всегда находится в конце предложения: Олар үйде шығар. «Наверное, они дома.»

### Словообразование
Основные модели словообразования: синтетический (морфологический, аффиксальный), аналитический (синтаксический), синтетико-аналитический. Кроме того существуют модели, образующие парные слова (азық-түлік «продукты питания») и лексические повторы (кітап-мітап «книги и тому подобное», қып-қызыл «красный-прекрасный», анда-санда «иногда»).

#### Словообразование существительных
Существительные делятся на непроизводные, производные (аффиксальные), сложные. Сложные существительные делятся на слитные (белбеу пояс), парные (ата-ана «родители»), сокращённые (РФ — Ресей Федерациясы «Российская Федерация»).
Основные аффиксы, образующие производные существительные:
- от имён: -шы/-ші (көмек «помощь» — көмекші «помощник»), -лық/-лік, -дық/-дік, -тық/-тік (жеңіл «лёгкий» — жеңілдік «лёгкость»), -лас/-лес, -дас/-дес, -тас/-тес (жер «земля» — жерлес «земляк»), -шылық/-шілік (шаруа «крестьянин» — шаруашылық «хозяйство»), -шық/-шік (үй «дом» — үйшік «лачуга»), -шақ/-шек (құлын «жеребёнок» — құлыншақ «жеребёночек»), -ша/-ше (кітап «книга» — кітапша «книжка»), -хана (кітап «книга» — кітапхана «библиотека»), -тай (апа «старшая сестра» — апатай «сестрица»), -еке/-ке, -а, -й (әже «бабушка» — әжеке «бабуля» (почтительно), апа «старшая родственница» — апай «тётушка»), -ылдырық/-ілдірік (көз «глаза» — көзілдірік «очки»)
- от глаголов: -ым/-ім, -м (білім «знание»), -ма/ме, -ба/-бе, -па/-пе (кеспе «лапша»), -ыс/-іс, -с (көріс «свидание»), -қыш/-кіш, -ғыш/-гіш (ашқыш «открыватель»), -ыш/-іш (қуаныш «радость»), -ын/-ін (жауын «дождь»), -ақ/-ек, -қ/-к (қонақ «гость»), -қы/-ғы, -кі/-гі (тапкі «пинок»), -қын/-ғын, -кін/-гін (тасқын «наводнение»), -ық/-ік (күйік «сажа»), -ыт/-іт (сарқыт «гостинец»), -кек/-гек (ілгек «застёжка»), -мал/-мел (тасымал «перенос»), -мақ/-мек, -пақ/-пек (оймақ «напёрсток»), -мыс (болмыс «бытие»)

#### Словообразование прилагательных
Способы образования прилагательных: лексико-семантический — вычленяет слова, обозначающие качество или свойство предмета; морфологический — добавление аффиксов и приставок; синтаксический образует сложные прилагательные:
1. сочетание двух качественных прилагательных (қара торы «смуглый»),
2. сочетание имён и производных прилагательных (көп балалы «многодетный»),
3. парно-повторное сочетание одного или двух прилагательных, связанных синонимически, антонимически или иным способом (жақсы-жақсы «хороший-прехороший»)[63].

Основные аффиксы, образующие прилагательные:
- от имён: -лы/-лі, -ды/-ді, -ты/-ті (үйлі «домашний»), -сыз/-сіз (үйсіз «бездомный»), -қы/-ғы, -кі/-гі (жазғы «летний»), -шыл/-шіл (ұйқышыл «сонливый»), -шаң/-шең (сөзшен «словоохотливый»), -лық/-лік, -дық/-дік, -тық/-тік (қалалық «городской»), -дай/-дей, -тай/-тей (таудай «гороподобные»), -қор (парақор «взяточник»), -қой (әуесқой «увлекающийся»), -паз (өнерпаз «искусный»), -и (кітаби «книжный»)
- от глаголов: -қыш/-кіш, -ғыш/-гіш (күлгіш «смешливый»), -қ/-к, -ық/-ік, -ақ/-ек (сынық «сломанный»), -шақ/-шек (еріншек «ленивый»), -қақ/-ғақ, -кек/-гек (майысқақ «гибкий»), -қыр/-кір, -ғыр/-гір (өткір «острый»), -мды/-мді, -ымды/-імді (ұнамды «подходящий»), -лы/-лі (таңдаулы «избранный»), -нды/-нді, -ынды/-інді (жасанды «искусственный»), -малы/-мелі, -балы/-белі, -палы/-пелі (көтермелі «приподнятый»), -нқы/-нкі, -ынқы/-інкі (көтерінкі «приподнятый»), -аған/-еген (қабаған «злой»), -қылықты/-ғылықты, -кілікті/-гілікті (қызғылықты «интересный»)

Прилагательные также образуются от имён с помощью отрицательных приставок бей-, на- (бейхабар «неосведомлённый», наразы «недовольный»).
Прилагательные со значением степени качества образуются следующими аффиксами от качественных имён (в том числе прилагательных): -лау/-леу, -дау/-деу, -тау/-теу (суықтау «холодноватый»), -ғыл/-ғылт/-ғылтым (бозғыл, бозғылт, бозғылтым «сероватый»), -шыл/-шіл, -шылтым/-шілтім (ақшыл, ақшылтым «беловатый»), -ілдір (көгілдір «синеватый»), -аң (бозаң «блёклый»), -қай (қоңырқай «коричневатый»), -ғыш (сарғыш «желтоватый»).

#### Словообразование глаголов
Глаголы делятся на производные и сложные.
Основные аффиксы, образующие производные глаголы:
- от глаголов: -н/-ын/-ін (киін- «одеться»), -с/-ыс/-іс (жазыс- «переписываться»), -л/-ыл/-іл (жазыл- «быть подписанным»), -дыр/-дір, -тыр/-тір (көндір- «уговорить»), -дырт/-дірт, -тырт/-тірт (күлдірт- «рассмешить»), -т (оқыт- «обучать»), -қыз/-ғыз, -кіз/-гіз (жазғыз- «заставать писать»), -ар/-ыр/-ір (шығар- «вывести»)
- от имён: -ла/ле, -да/-де, -та/-те (тұзда- «посолить»), -ар/ер, -р (жасар- «молодеть»), -қар/ғар, -кер/-гер (теңгер- «приравнять»), -ай/ей, -й (көбей «множиться»), -а/-е (түне- «ночевать»), -сын/-сін (баласын- считать «ребёнком»), -ық/-ік (бірік- «объединиться»), -сы/-сі (жақынсыну- «считать близким»), -сыра/-сіре (күлімсіре- «улыбаться»), -лас/лес, -дас/-дес, -тас/-тес (ақылдас- «советоваться»).

Сложные глаголы образуются по моделям:
- имя и вспомогательный глагол (жауап бер- «отвечать», дем ал- «отдыхать»)
- деепричастие на -а/-е/-й, -ып/-іп/-п и вспомогательный глагол (оқып шық- «прочитать», ала кет- «захватить»).

### Синтаксис
Порядок слов — SOV, отклонения от него не характерны, даже несмотря на двойное маркирование. Язык левоветвящийся, то есть вершина в предложении расположена в крайней правой позиции.

#### Словосочетания
Словосочетания делятся на простые (из двух слов) и сложные (более двух слов). Синтаксическая связь межу главным и зависимыми словами в словосочетании выражается синтетически (аффиксами) и аналитически (интонацией, порядком слов, с помощью послелогов и служебных имён). Основные способы синтаксической связи между словами: согласование, соподчинение, управление, скованное примыкание, свободное примыкание.

#### Простые предложения
Простые предложения делятся на
- нераспространённые, содержат одно или два слова — подлежащее, сказуемое или оба вместе
- распространённые, содержат также второстепенные члены предложения
- полные, содержат все члены предложения и выражают законченную мысль
- неполные, содержат не все члены предложения, но подразумевают их наличие, этот вид присущ разговорной речи.

Простые предложения делятся на личные (с подлежащим) и безличные (без подлежащего), среди последних выделяются собственно безличные (маған оқу керек «мне надо учиться»), неопределённо-личные (мектепте балаларды оқытады «в школе учат детей»), обобщённо-личные (Мәскеуді көргенде, таң каласың «при виде Москвы восхищаешься»).
Простые предложения делятся на повествовательные, вопросительные, побудительные, восклицательные.
Вопросительные предложения образуются с помощью:
- вопросительных частиц ма/ме, ба/бе, па/пе (келесің «ты придёшь» — келесің бе? «ты придёшь?»)
- частиц ай, ә, шы, ші, ше (сен ше? «а ты?», досым едің-ау? «ты был моим другом, а?»)
- вопросительных местоимений кім «кто», не «что», қайда «где» и др. (бұл кім? «это кто?»)
- модальных слов болар «возможно», қайтеді «может быть» и др. (көрген шығарсың «наверное, ты видел»)

Побудительное предложение чаще всего не содержит подлежащее, а сказуемое в нём выражено глаголом в повелительном или желательном наклонении (жақындама! «не приближайся!», келші, қалқам! «подойди, дорогой»).
Восклицательные предложения служат для передачи призывов, поздравлений, приветствий и т. п. В восклицательном предложении могут использоваться
- частицы ау, ай, ғой для выражения восторга, страха, сожаления и т. д.
- слова неткен «как», қандай «какой», ғажап «удивительно» для выражения восхищения (ғажап! «превосходно!»)
- междометия для выражения яркой эмоциональной реакции (қап, кұтылдым-ау! «эх, вот я прозевал!»)

В предложении выделяются следующие члены предложения: главные члены — подлежащее и сказуемое, второстепенные члены — дополнение, определение, обстоятельство, синтаксически самостоятельные слова, выражения — обращения, вводные слова, междометия. Подлежащее и сказуемое согласованы в лице и числе. Дополнения делятся на прямые и косвенные. Прямое употребляется в винительном падеже с переходными глаголами, косвенное употребляется в дательном, исходном, местном, творительном падежах. Определением может быть имя или причастие. Определение привязано к любому члену предложения со значением предмета, по способу связи с определяемым словом определения бывают примыкающие (алтын адам «золотой человек») и изафетные (үйдің терезесі «окно дома»). Обстоятельством может быть имя (существительное, прилагательное, числительное) в исходном, местном падеже с послелогами и служебными именами, а также наречие, деепричастие, подражательные слова. Обстоятельства подразделяются на обстоятельства места, времени, цели, причины, образа действия.
Порядок членов предложения:
- подлежащее находится перед сказуемым
- глагольное сказуемое находится в конце предложения (исключения: инверсия, поэтическая речь)
- определение находится перед определяемым
- дополнение, обстоятельство находится перед глагольным сказуемым
- обращение может находиться в начале, середине и конце предложения
- порядок слов может меняться в зависимости от стиля речи, от необходимости логического выделения слова.

В предложении могут присутствовать вводные слова, которые выражают: эмоции (шіркін «эх»), утвердительное отношение (сөз жоқ «безусловно»), качество и способ выражения мысли (қысқасы «короче говоря»), отнесённость суждения к лицу (меніңше «по-моему»), отношения между высказываниями и очерёдность (бірінші «во-первых», керісінше «наоборот»).

#### Сложные предложения
Сложные предложения делятся на сложносочинённые и сложноподчинённые.
Сложносочинённые предложения делятся на союзные и бессоюзные. В союзных сложносочинённых предложениях связь между предложениями осуществляют соединительные союзы, противительные союзы, разделительные союзы и союзные слова (дегенмен «однако», сонда да «все же», сондықтан «поэтому» и др.). В бессоюзных сложносочинённых предложениях связь выражается интонацией, соотношением форм глагола.
В сложноподчинённом предложении связь между главным и придаточным предложениями осуществляют подчинительные союзы, служебные слова, падежи, формы глагола.
Порядок членов предложения совпадает с порядком слов в простых распространённых предложениях.
Придаточные предложения делятся на:
- определительные (Оның берген кітабы маған ұнады «Мне понравилась книга, которую он дал»)
- дополнительные (Сенің не айтайын деп отырғаныңды мен білемін «Я знаю, что ты хочешь сказать»)
- обстоятельственные времени
- обстоятельственные образа действия
- обстоятельственные причины
- обстоятельственные цели
- условные
- уступительные

Модели построения придаточных предложений
| Вид придаточного предложения                                         | Вид придаточного предложения                                                                                         |
| Форма глагола                                                        | Пример |
| -------------------------------------------------------------------- | --- |
| Обстоятельственное времени (до того, до тех пор)                     | |
| -ған/-ген, -қан/-кен + -ша/-ше                                       | Мен барғанша, сен кетпе «Не уходи, пока я не приду»                                                                  |
| -ған/-ген, -қан/-кен + -ға/-ге дейін/шейін                           | Мен келгенге дейін, сей үйде бол «Будь дома, пока не приду»                                                          |
| -ма/-ме, -ба/-бе, -па/-пе + -с (+ -тан/-тен) бұрын                   | Үйден шықпас бұрын, ауа райын қараймыз «Перед тем как выйти из дома, мы смотрим погоду»                              |
| -p, -ар/-ер + -да/-де                                                | Сен маған келерде, жұмысты бітір «Прежде чем идти ко мне, закончи работу»                                            |
| Обстоятельственное времени (во время, когда; каждый раз; как только) | |
| -ған/-ген, -қан/-кен + -да/-де                                       | Мен келгенде, сей үйде жоқ екенсің «Тебя не было дома, когда я пришёл»                                               |
| -ған/-ген, -қан/-кен кезде/күнде/сәтте/уақытта/шақта                 | Мен келген кезде, сен үйде бол «Когда я приду, будь дома»                                                            |
| -ған/-ген, -қан/-кен сайын                                           | Димашты естіген сайын, қуанамын «Я радуюсь каждый раз, когда слышу Димаша»                                           |
| -сы/-сі, -ысы/-ісі + -мен                                            | Сен келісімен, мені табыңыз «Как только приедешь, сразу найди меня»                                                  |
| -са/-се + аффиксы лица притяжательного типа                          | Мен ұйқыдан тұрса, сен жоқсың «Когда я проснулся, тебя не было»                                                      |
| Обстоятельственное времени (после, с тех пор)                        | |
| -ған/-ген, -қан/-кен соң                                             | Аю келген соң, ол ағашқа өрмелеп шықты «После того как пришёл медведь, он залез на дерево»                           |
| -ған/-ген, -қан/-кен + -нан/-нен бері/кейін                          | Мен барғаннан кейін, жұмыс басталды «Работа началась после того, как я пришёл»                                       |
| -ғалы/-гелі, -қалы/-келі                                             | Мен келгелі көп жыл өтті «С тех пор как я приехал, прошло много лет»                                                 |
| Обстоятельственное образа действия                                   | |
| -атын/-етін, -йтын/-йтін + -дай/-дей                                 | Ол тыңдаушылар сүйсінетіндей, сөйледі «Он говорил так, что слушатели восхищались»                                    |
| -п, -ып/-іп или -а/-е, -й                                            | Ол тоңып, ол үйге кірді «Он так замёрз, что зашёл домой»                                                             |
| Обстоятельственное причины                                           | |
| -ған/-ген, -қан/-кен + -дықтан/-діктен                               | Уақытым болмағандықтан, дүкенге барған жоқпын «Я не пошёл в магазин, так как у меня не было времени»                 |
| -ған/-ген, -қан/-кен себепті                                         | Билет болмаған себепті, киноға бара алмады «Он не смог пойти в кино, потому что не было билета»                      |
| -ған/-ген, -қан/-кен + -нан/-нен кейін                               | Жаз ыстық болған кейін, қыс суық болды «Так как лето было жаркое, зима была холодная»                                |
| -ған/-ген, -қан/-кен соң                                             | Сен жазған соң, мен үндемедім «Я промолчал, потому что ты уже написал»                                               |
| Обстоятельственное цели                                              | |
| -у үшін                                                              | Жұмыс біту үшін, көп істеу керек «Надо много сделать, чтобы закончить работу»                                        |
| -айын/-ейін, -айық/-ейік, -ңдар/-ңыз/-ңыздар/-сын/… деп              | Мәскеуге барайын деп, билет алдым «Я купил билет, чтобы поехать в Москву»                                            |
| -са/-се + аффиксы лица притяжательного типа деп                      | Кітап оқысам деп, кітапханаға бардым «Я пошёл в библиотеку, чтобы почитать книгу»                                    |
| -мақ/-мек, -бақ/-бек, -пақ/-пек (+ -шы/-ші) болып                    | Шай ішілмек болып, үстел дайындалды «Чтобы попить чай, накрыли стол»                                                 |
| -ғы/-гі, -қы/-кі + притяжательные аффиксы келіп                      | Сұрақ қойғым келіп, сайтқа кірдім «Я зашёл на сайт, чтобы задать вопрос»                                             |
| Условное                                                             | |
| -са/-се + аффиксы лица притяжательного типа                          | Егер сені көрсем, мен риза боламын «Буду рад, если увижу тебя»                                                       |
| -ған/-ген, -қан/-кен + -да/-де                                       | Егер мен көп қате жібергенде, күлмеңіздер «Не смейтесь, если я делаю много ошибок»                                   |
| -ма/-ме, -ба/-бе, -па/-пе + -й                                       | Сыйлы болмай, сыйластық күтпе «Не ждите уважения, если нет уважительного отношения»                                  |
| -ма/-ме, -ба/-бе, -па/-пе + -йынша/-йінше                            | Үй иесі рұқсат бермейінше, кірмеңдер «Не входите, если хозяин дома не разрешит»                                      |
| Уступительное                                                        | |
| -ған/-ген, -қан/-кен + -мен                                          | Билет болғанмен, киноға бармадым «Хотя у меня был билет, я не пошёл в кино»                                          |
| -са/-се + аффиксы лица притяжательного типа да/де                    | Жаз шықса да, ешқайда бара алмадым «Хотя лето наступило, я никуда не смог поехать»                                   |
| -а/-е, -й (чаще всего бола) тұра/тұрса да                            | Күн салқын бола тұра, ол тоңып қалмады «Он не замёрз, хоть день и был холодный»                                      |
| -ған/-ген, -қан/-кен + -ына/-іне қарамай/қарамастан                  | Жаңбыр жауғанына қарамастан, жол жүре алдық «Мы отправились в путь, несмотря на то что прошёл дождь»                 |
| -ған/-ген, -қан/-кен + притяжательные аффиксы болмаса                | Тез жүргенім болмаса, үлгермей қалдым «Я не успел, хоть и ехал быстро»                                               |
| -ған/-ген, -қан/-кен + -ша/-ше                                       | Көп ойланып уақыт жоғалтқанша, тез әрекет етіңіздер «Чем тратить время на долгие раздумья, лучше быстро действовать» |

Для выражения прямой и косвенной речи используются формы глагола де- «говорить», самостоятельно или в сочетании с другими глаголами (- Қолың бос па? — деп сұрады Асан «- Ты занят? — спросил Асан», - Иә, — деді ол «- Да, — сказал он»)

### Лексика
Лексика казахского языка делится на исконную и заимствованную. Часть исконной лексики является общетюркской и восходит к древнетюркскому языку. Основные источники заимствований: арабский, иранские, монгольские и русский языки, через последний — европейские языки. Присутствует также незначительное количество заимствований из китайского, татарского, узбекского и других языков, в основном в говорах, граничащих с этими народами: южные области — узбекские заимствования, северо-восточные области — китайские, западные области — татарские.
Заимствования появлялись ещё в пратюркском языке, когда тюрки жили на своей прародине; их источники: поздний древнекитайский, один из восточных среднеиранских, пратохарский, прасамодийский, праенисейский, праобскоугорский языки. Наиболее древние заимствования — из арабского, иранских и монгольских языков, поздние — из русского языка, интернациональная лексика.
Арабо-иранские заимствования составляют 15 % лексики казахского языка. Они появились как следствие контактов древних тюркских племён, предков казахов, с согдийцами, тохарами, саками, а через них — с арабскими племенами. В язык на протяжении Средних веков, особенно в XVIII—XIX вв., также проникали заимствования из языков соседних народов — татар, узбеков и таджиков. Для арабо-иранских заимствований характерно наличие фонетических и морфонологических дублетов с разным или совпадающим смыслом (ауа «воздух» и әуе «небо», үкімет «правительство» и өкімет «власть»). Сфера заимствований: культурно-общественная, наука, литература, административно-правовая (уақыт «время», ғылым «наука», кітап «книга», тарих «история»), религиозно-дидактическая (намаз «молитва», күнә «грех»), хозяйственно-бытовая (айна «зеркало», перде «занавеска», дастарқан «скатерть»).
Монгольская лексика входит в казахский язык после монгольского нашествия XII—XIII вв. и в результате более поздних контактов с монголоязычными племенами. Сфера заимствований: военная, хозяйственно-бытовая (батыр «герой», дулыға «шлем»).
Заимствования из русского языка появляются с XVIII века, после присоединения к России, и наиболее активно — в советский период. Дореволюционные заимствования проникают через устное общение и подвергаются фонетическим изменениям, советские — через письменную литературу и не подвергаются изменениям. Области заимствований: техника (машина, завод), земледелие (қамыт «хомут»), административная (облыс «область», жандарал «генерал»), бытовая (пеш «печь», пальто, зонт), культура и наука (минут, газет, география), интернационализмы. Под русским влиянием сложился развитый научный стиль казахского языка.
Казахское имя состоит из личного имени, отчества и фамилии. Личные имена отличаются большим разнообразием, по происхождению — исконно казахские и заимствованные, главным образом из арабского или персидского языков, также встречаются русские и западноевропейские имена. Отчества имеют казахский (с окончаниями -қызы (дочь), -ұлы (сын)) и русский (с окончаниями -вич, -вна) варианты. Фамилии появились в царское и массово в советское время из личных имён по русскому образцу с окончаниями -ов(а), -ев(а), -ин(а). В Казахстане в настоящее время возможно исключить из фамилии и отчества русское окончание, предлагается убрать окончание или заменить его на -қызы или -ұлы.
После обретения Казахстаном независимости (с 1991 года) в казахском языке активно развиваются пуристические тенденции. В особенности неоднозначно населением Казахстана и отдельными лингвистами воспринят перевод общепринятых международных слов. Например, альпинист ⟹ асқарпаз, балкон ⟹ қылтима, космодром ⟹ ғарыш айлағы/ғарышалаң, экономика ⟹ үнемиет/ықтисат, Марс ⟹ Қызылжұлдыз, Юпитер ⟹ Есекқырған, Сатурн ⟹ Қоңырқай.
Нецензурная лексика имеет тюркское происхождение и практически идентична таковой в других тюркских языках, также популярны фонетические варианты русских матерных выражений.

## История изучения
Раздел лингвистики, посвящённый изучению казахского языка, называется казахским языкознанием.
Национальная энциклопедия делит историю казахского языкознания на следующие периоды:
1. до становления национального языкознания (со второй половины XIX века),
2. становление национального языкознания
3. и далее — период до политических репрессий (1912—1929) и последующий период (1930—1988)[76].

Одним из первых русско-казахских словарей стал рукописный «Русско-киргизский словарь» 1774 года, составленный Иваном Андреевым по распоряжению генерала А. Скалона. Первое краткое описание казахского языка было сделано А. И. Левшиным в 1832 году. Систематическое изучение казахского языка начинается во второй половины XIX веке с трудов русских учёных и миссионеров Н. И. Ильминского (1860), М. А. Терентьева (1875), В. В. Катаринского (1888), П. М. Мелиоранского (1894), В. В. Радлова и др., с учебного пособия И. Алтынсарина (1871) и т. д. Они дали общее описание фонетики, грамматики, лексики, определили место среди тюркских языков[страница не указана 1477 дней]. В первый период были изданы около 40 словарей. Во 2-й половине XIX в. И. Алтынсарин работал над казахским алфавитом, основанным на русской графике.
Становление и развитие казахского языкознания связано с А. Байтурсыновым, охватившего основные направления лингвистики: фонетику, грамматику, лексикологию, лексикографии, тюркологию, методику преподавания и т. д. А. Байтурсынов реформировал письменность на основе арабской графики, создал казахскую лингвистическую терминологию (зат есім «имя существительное», сын есім «имя прилагательное» и многие другие), оказал влияние на исследование грамматики языка.
В советский период становление казахского языкознания связано с работой Народного Комиссариата просвещения, которое в основном решало практические проблемы, такие как разработка учебников по казахскому языку, создание письменности, составление словарей, разработка орфографии и терминологии. В 1934 был открыт Казахский научно-исследовательский институт национальной культуры, в 1938 — Казахский филиал АН СССР, которые провели организационную работу по изучению казахского языка. В этот период были изданы труды по грамматике, лингвистические сборники, словари, учебники для школ и училищ. В 1936 году в Казахском филиале АН СССР был создан Сектор языка и литературы, и на его основе в 1946 году — Институт языка, литературы и истории, с этого момента начинается планомерное развитие казахского языкознания. В 1946 году была открыта Академия наук КазССР, активизировавшая развитие всех наук, в том числе лингвистики. В 1961 на базе Института языка и литературы открылся Институт языкознания. В период 1946—1961 гг. большой вклад по основым направлениям лингвистики внесли С. К. Кенесбаев, Н. Т. Сауранбаев, М. Б. Балакаев, С. А. Аманжолов, Ж. Доскараев, Г. Г. Мусабаев, А. И. Искаков. Большинство советских исследований по казахскому языку связано с деятельностью указанных институтов, в целом казахское языкознание прошло путь от насущных практических вопросов в 30-х и 40-х гг. до крупных научно-теоретических проблем[страница не указана 1477 дней].
В 1954 году вышел в свет обобщающий теоретическией труд «Қазіргі қазақ тілі» («Современный казахский язык», 1954). 1960—70 годы ознаменовались выходом монографических трудов по языкознанию. Итогом научно-исследовательских работ в каждой отрасли казахского языкознания (фонетика, лексикология, грамматика, культура речи, история языка и диалектология) явилось издание различных учебников, словарей, научных трудов.
Новые направления в казахском языкознании — статистистическая лингвистика, социолингвистика, психолингвистика, этнолингвистика.
Основными направления казахского языкознания стали: изучение истории языка, взаимодействия языков народов Казахстана, процессов двуязычия и многоязычия в республике, составление словарей языка произведений крупных казахских писателей, написание академической и исторической грамматики казахского языка, составление диалектологического атласа казахских говоров, всестороннее исследование звукового строя казахского языка экспериментальным методом, составление этимологических русско-казахского и казахско-русского словарей, словаря иностранных слов в казахском языке, словарей по различным отраслям науки и техники, решение спорных вопросов в области лексикографии, дальнейшее развитие исследований по языку произведений художеств, литературы и фольклора, создание монографических трудов по важным вопросам культуры речи и стилистики казахского языка.

### Фонетика
Первым казахским исследователем фонетики стал К. Жубанов, написавший работы «Лекции по научному курсу казахского языка», «Фонетика казахского языка», «Как можно делить слова на слоги». Фонетика впервые обстоятельно описана в трудах С. К. Кенесбаева[страница не указана 1477 дней]. В 1935 году вышла книга Г. Бегалиева «Буквы, звуки, слоги». По вопросам интонации, редукции и других свойствах гласных публиковали труды Н. Туркпенбаев, Б. Калиев, А. Жунисбеков, С. Татубаев.

### Лексика
Лексикология казахского языка выделилась в отдельный раздел с 1950-х. Первый учебник по ней для высших учебных заведений издал Г. Мусабаев. В 1950—60 гг. началась работа по изучению семантики языковых единиц, омонимов, архаизмов, историзмов, синонимов и путей их образования, переносных значений слов, заимствований из других языков. Изданы словари по самым разнообразным направлениям. К числу значительных достижений относится «Толковый словарь казахского языка в 10 томах» (под рук. А. И. Искакова) и удостоенный Государственной премии КазССР «Фразеологический словарь казахского языка» акад. С. К. Кенесбаева (1977). Из лингвистических и отраслевых словарей необходимо упомянуть «Словарь синонимов казахского языка» А. Болганбаева (1962), «Краткий этимологический словарь казахского языка» (1966), «Словарь языка Абая» под ред. А. И. Искакова (1968), «Диалектологический словарь казахского языка» (1969), «Краткий толковый словарь топонимов Казахстана» Е. Койчубаева (1974), казахско-иноязычные и иноязычно-казахские словари (Н. Ундасынов, С. Г. Ахметова, Ж. Б. Турсынбаева, Ж. Искакова и др.), «Словарь поэмы Кутба „Хусров и Ширин“» А. Ибатова (1974), терминологические словари и т. д.[страница не указана 1477 дней]. Изданы также орфографический, орфоэпический словари. Ономастика стала предметом значительного исследования с 1950—60 гг., когда при Институте языкознания начал работать отдел ономастики. Вышли монографии по вопросам географических названий (топонимика) и собственных имён людей (антропономика).

### Грамматика
В 1930—40 были классифицированы части речи и их категории. Вопросы морфологии исследованы такими учёными, как А. Искаков, К. Мусаев, А. Калыбаева, Н. Оралбаева, А. Абилкаев, X. Неталиева, Ж. Болатов, И. Уюкбаев, Ш. Сарыбаев, Р. Амиров, А. Ибатов, Б. Каимова, А. Хасенов, И. Маманов, А. Тулеуов, М. Томанов, Б. Кулмагамбетова, А. Данияров, К. Ищанов, Дж. Тунгатаров, К. Шаяхметов, Ф. Кенжебаева и др.[страница не указана 1477 дней] В 80-х гг. словообразование выделилось в отдельную дисциплину. В 40-х гг. выходят монографии по проблемам синтаксиса. Изучаются сложные слова, значения частей речи, их грамматические категории и синтаксическая роль. Способы связи слов, порядок слов в предложении исследованы в работах К. Жубанова по синтаксису «Из истории порядка слов в предложении» (1936) и «О формах сочетания слов в казахском языке» (1966). Описаны виды простого и сложного предложений, изучены безличные предложения, даны сведения по синтаксису разговорной речи (А. Абилькаев, Х. Есенов, М. Томанов, М. Сергалиев, А. Абылаков, К. Бейсенбаева и др.). Вопросы синтаксиса исследованы такими учёными, как К. Жубанов, Н. Т. Caуранбаев, М. Б. Балакаев, Т. Кордабаев, Р. Амиров, X. Есенов, У. Тулегенов, А. Нурмаханова, М. Бимагамбетов, О. Жармакин, Г. Мадина, К. Мамытбеков, У. Салиева и др. Синтаксис словосочетаний рассмотрен в работах М. Балакаева, исторический синтаксис изучал Т. Кордабаев, синтаксис разговорной речи исследовал Р. Амиров[страница не указана 1477 дней]. В 1962 вышел учебник, посвящённый проблемам фонетики и морфологии. В 1967 вышла книга, в которой рассмотрены проблемы морфологии, синтаксиса — «Қазақ тілінің грамматикасы» («Грамматика казахского языка») в 2-х тт.

### Диалектологические исследования
Начаты в 30-х гг. Ж. Доскараевым, С. Аманжоловым[страница не указана 1477 дней]. Сведения по истории и диалектологии казахского языка содержатся в монографии С. Аманжолова «Вопросы диалектологии и истории казахского языка». Проблемы диалектов казахского языка, их лексические, фонетические и грамматические особенности рассматривали Г. Айдаров, А. Борибаев, X. Каримов, Ж. Болатов, Ш. Сарыбаев, А. Нурмагамбетова и др. Были описаны основные диалектые в Казахстане и за его пределами, составлен «Диалектологический словарь казахского языка» (1969)[страница не указана 1477 дней], выпущены диалектологические атласы.

### Литературный язык
Это направление включает в себя вопросы культуры языка и речи: создание новых терминов, орфография и орфоэпия, стилистика, изучение видов речи[страница не указана 1477 дней]. В 1920—30 опубликованы труды Б. Абылкасимова, Н. Карашевой, С. Исаева и др. о роли печати в развитии казахского литературного языка. Проведены исследования культуры речи (М. Б. Балакаев), стилистики (М. Б. Балакаев, Е. Жанпеисов, М. Томанов, Б. Манасбаев, М. Алимбаев, Ф. Мусабекова и др.), языка перевода художественной литературы (С. О. Талжанов, У. Айтбаев, К. Сагындыков, А. Сатыбалдиев и др.), языка прессы[страница не указана 1477 дней]. В 1969 при Институте языкознания открылся отдел культуры языка. Развитие науки и техники сделало необходимым создание в казахском языке научно-технических терминов, международные термины оставлялись без изменения, но если в казахском языке был свой эквивалент, то они переводились. В 1981 в Институте языкознания начал работать отдел терминологии и теории перевода, который исследует историю терминов и принципы их создания. По теории перевода были изданы монографии, в которых исследовалась роль развития литературного языка в периодической печати.

### История языка и языка письменных памятников
Изучается язык древнетюркских и средневековых письменных памятников в связи с современным казахским языком (Г. Г. Мусабаев, Г. Айдаров, А. Аманжолов, А. Есенгулов, А. Курышжанов, С. К. Кенесбаев, Р. Сыздыкова и др.), язык дореволюционных письменных источников и фольклора (Б. Абилхасимов, К. Умиралиев, Н. Карашаева, Е. Жубанов и др.), язык писателей — Абая, С. Сейфуллина, Б. Майлина, М. Ауэзова, И. Джансугурова и др., стоявших у истоков современного литературного языка (Р. Г. Сыздыкова, Е. Жанпеисов и др.), эпиграфика Казахстана (Г. Г. Мусабаев, А. Махмутов и др.)[страница не указана 1477 дней]. Язык фольклора и язык художественной литературы исследуется с 1970 года. Изданы обобщающие труды: М. Б. Балакаев, Р. Сыздыкова, Е. Жанпеисов — по истории литературного языка (1968), Г. Г. Мусабаев — по исторической грамматике (1966), М. Томанов — по исторической морфологии (1976)[страница не указана 1477 дней].

### Взаимовлияние языков.
Проводится сопоставление фонетической и лексико-грамматической структур русского, казахского и других языков (В. А. Исенгалиева, Н. Демесинова, Р. Кожамкулова, Н. Уалиев и др.)[страница не указана 1477 дней]

## Пример текста
Статья 1 Всеобщей декларации прав человека на казахском:
| Кириллица        | Барлық адамдар тумасынан азат және қадір-қасиеті мен құқықтары тең болып дүниеге келеді. Адамдарға ақыл-парасат, ар-ождан берілген, сондықтан олар бір-бірімен туыстық, бауырмалдық қарым-қатынас жасаулары тиіс.      |
| Латиница         | Barlyq adamdar tumasynan azat jäne qadır-qasietı men qūqyqtary teñ bolyp düniege keledı. Adamdarğa aqyl-parasat, ar-ojdan berılgen, sondyqtan olar bır-bırımen tuystyq, bauyrmaldyq qarym-qatynas jasaulary tiıs.      |
| Арабский алфавит | بارلىق ادامدار تۋمىسىنان ازات جانە قادىر-قاسيەتى مەن قۇقىقتارى تەڭ بولىپ دۇنيەگە كەلەدى. ادامدارعا اقىل-پاراسات، ار-وجدان بەرىلگەن، سوندىقتان ولار ءبىر-بىرىمەن تۋىستىق، باۋىرمالدىق قارىم-قاتىناس جاساۋلارى ءتيىس.    |
| Латиница ИЯ      | Barlıq adamdar tuwmasınan azat jäne qadir-qasiyeti men quqıqtarı teñ bolıp düniyege keledi. Adamdarğa aqıl-parasat, ar-ojdan berilgen, sondıqtan olar bir-birimen tuwıstıq, bawırmaldıq qarım-qatınas jasawları tiyis. |
| На русском языке | Все люди рождаются свободными и равными в своём достоинстве и правах. Они наделены разумом и совестью и должны поступать в отношении друг друга в духе братства.                                                       |

## Комментарии
1. ↑  Ильминский Н. И. Материалы к изучению киргизского наречия — Учен. Зап. Казанского университета, 1860, кн. 3-4; 1861, кн. 1; Терентьев М. Грамматика турецкая, персидская, киргизская и узбекская. Спб., 1875; Катаринский В. В. Грамматика киргизского языка. (Фонетика, этимология, синтаксис). Оренбург, 1888; Мелиоранский П. М. Краткая грамматика казак-киргизского языка. Фонетика и этимология, ч. 1. Спб., 1894, ч. 2. Спб., 1897; Бахтигереев Б. Б. Склонения и спряжения киргизского языка. Оренбург, 1893; Лаптев Н. Грамматика киргизского языка, 1898; Алтынсарин И. Начальное руководство к обучению киргиз русскому языку. Оренбург, 1871
2. ↑  А. Е. Алекторов «Краткий казахско-русский словарь», 1891; «Начальное руководство к изучению арабского, персидского и татарского языков с наречиями бухарцев, башкир, киргизов и жителей Туркестана»; Т. Бокин, «Русско-киргизский словарь», 1913; Н. И. Ильминский, «Материалы к изучению киргиз-казахского наречия», 1861 и др.